# 500-cm³-Klasse der Motorrad-Weltmeisterschaft

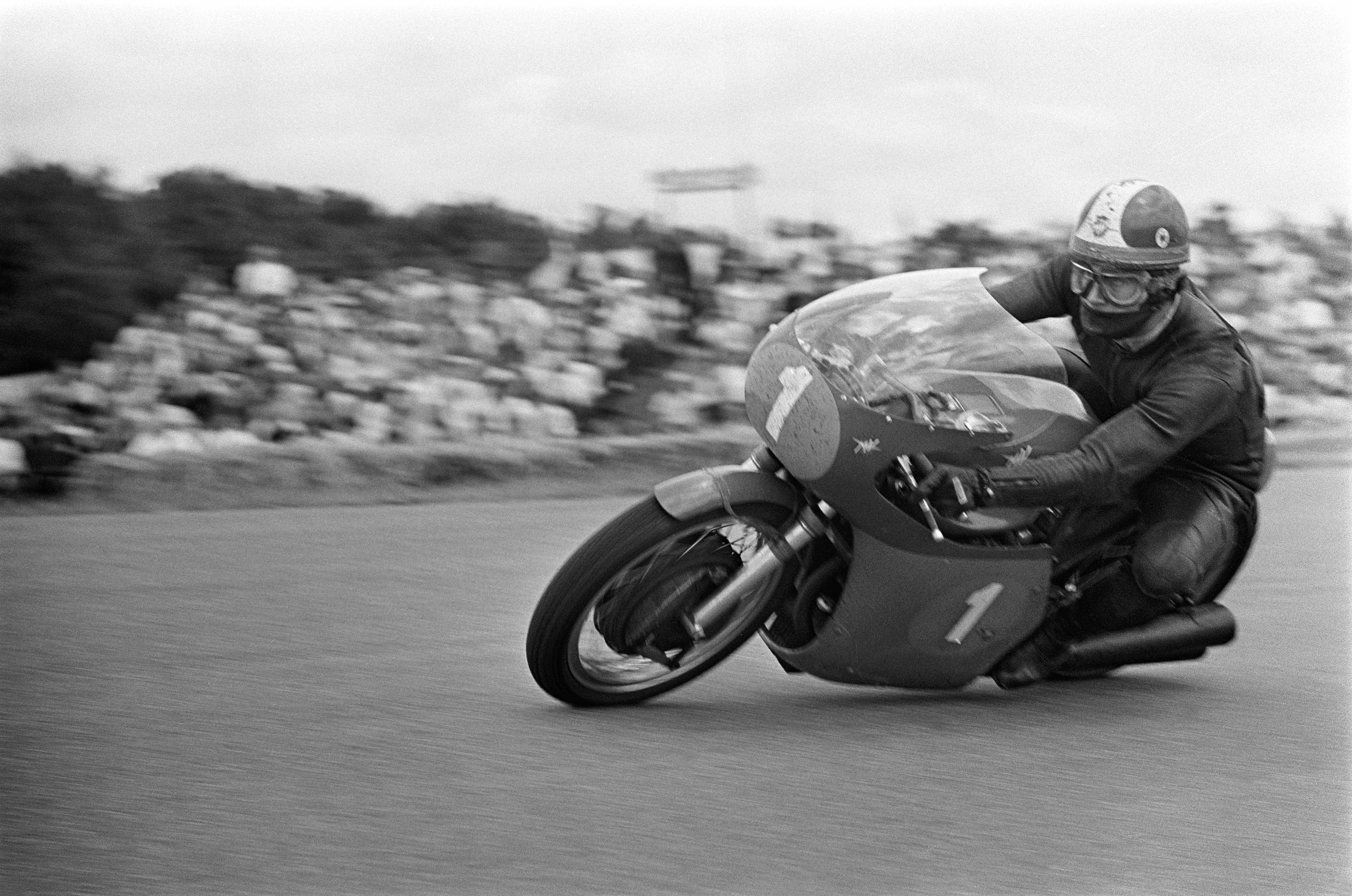
Giacomo Agostini auf MV Agusta – erfolgreichster Fahrer dieser Klasse auf einer der erfolgreichsten Maschinen

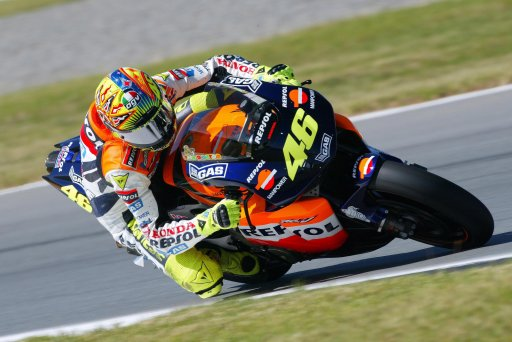
Valentino Rossi und Honda – die beiden letzten Weltmeister bei den 500ern

Die 500-cm³-Klasse, oder „Halbliterklasse“, oft auch nur die 500er genannt, war eine Kategorie im Rahmen der Motorrad-Weltmeisterschaft, die von 1949 bis 2001 ausgeschrieben und für Maschinen mit einem Hubraum bis maximal 500 cm³ reserviert war. 2002 wurde sie durch die neu eingeführte Klasse MotoGP abgelöst. Während ihres Bestehens war sie die stärkste und prestigeträchtigste Klasse des Motorradsports und wurde allgemein als die „Königsklasse“ bezeichnet.

## Geschichte

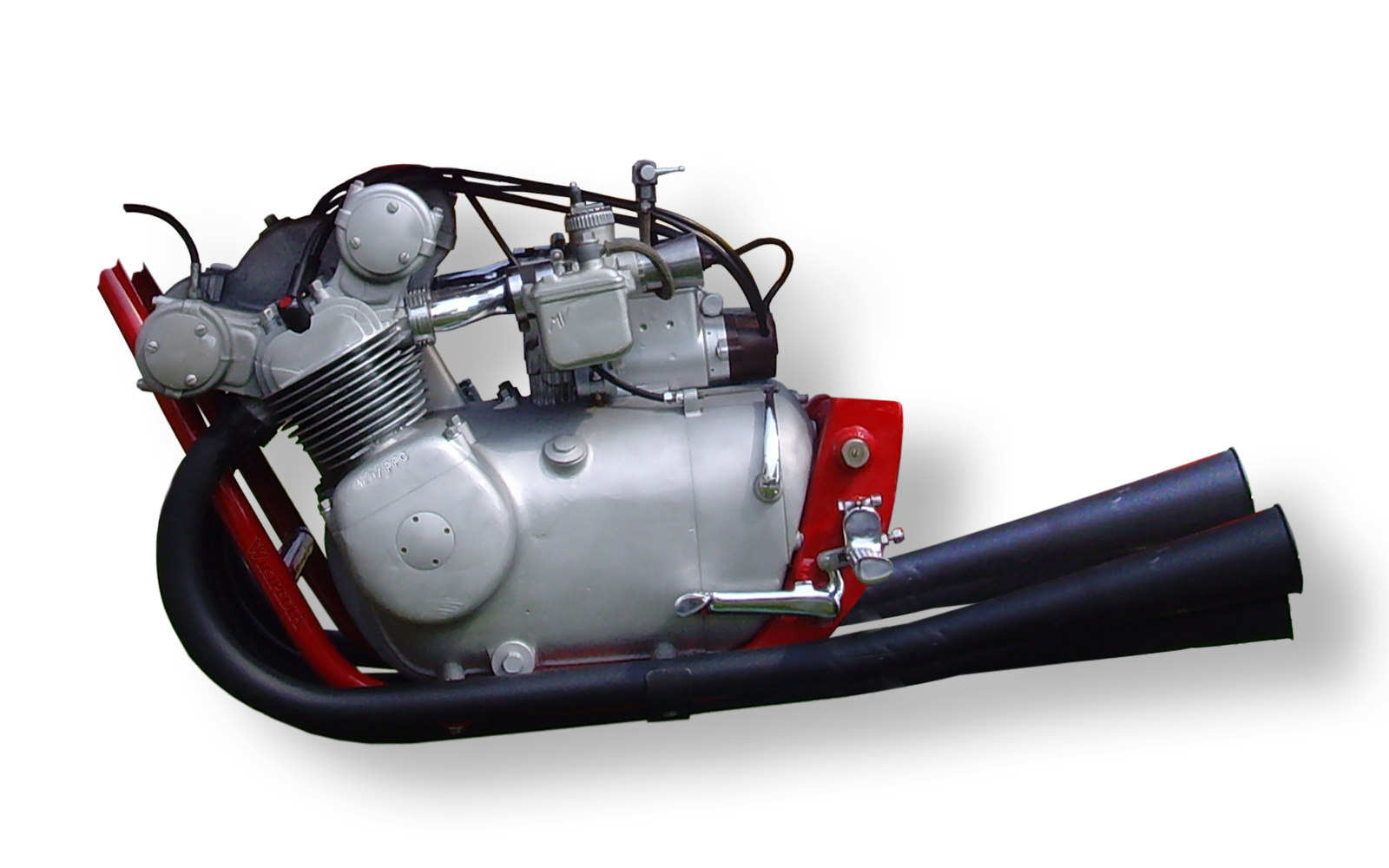
Vierzylinder Viertaktmotor einer MV Agusta 500 Cardano (1951)

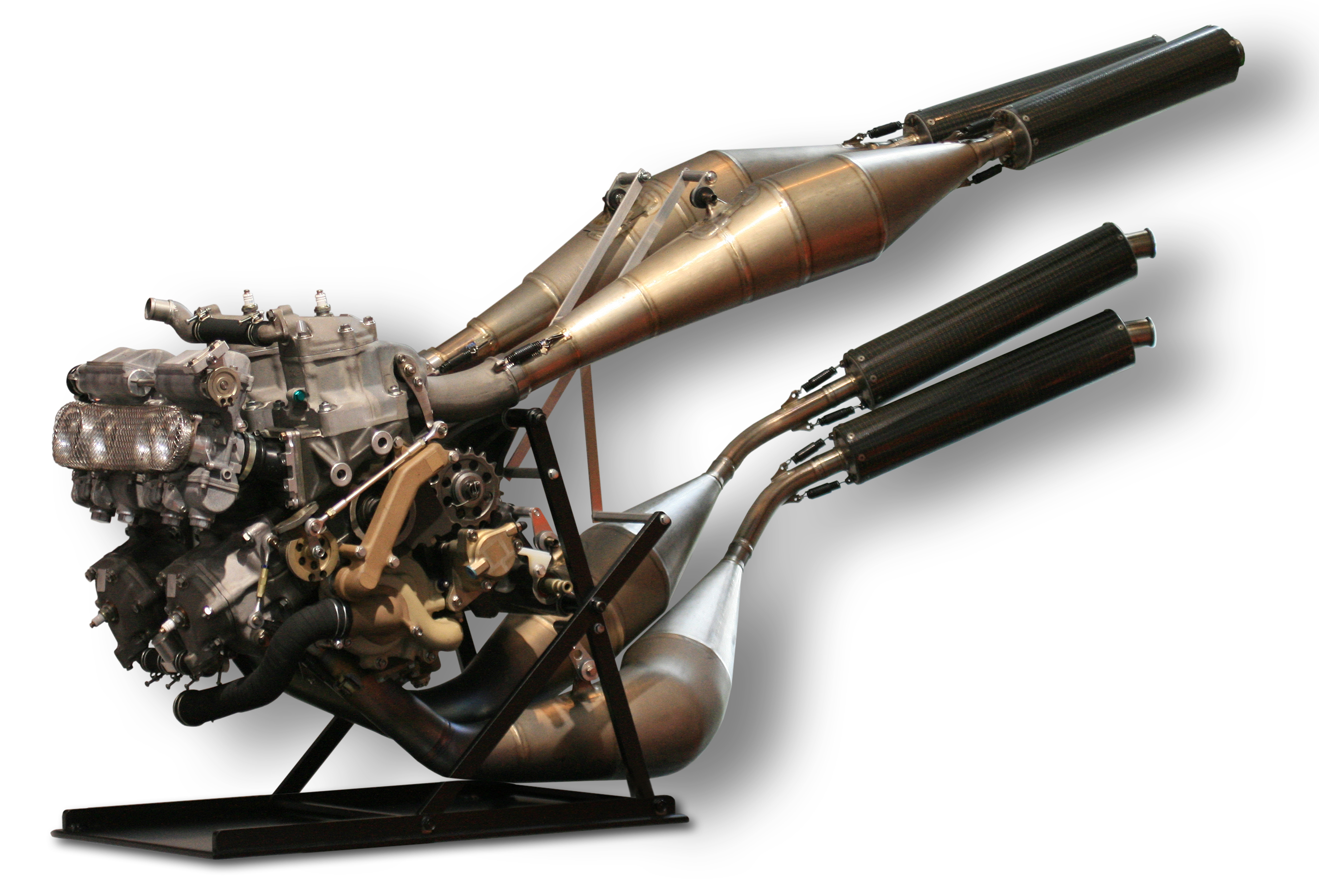
V4 Zweitaktmotor einer Honda NSR 500 (1997)

Die 500er-Klasse wurde 53 Jahre lang ununterbrochen gefahren, von der Premiere der Weltmeisterschaft 1949 bis zur Saison 2001. In diesem halben Jahrhundert war sie die Klasse mit dem größten Hubraum, mit Ausnahme der Saisons 1977, 1978 und 1979, in denen die Formel 750 für seriennahe Motorräder mit einem Hubraum bis 750 cm³ ausgeschrieben war.
Die lange Geschichte der „500er-Klasse“ lässt sich grob in zwei Teile gliedern: Der erste wird von Motorrädern mit 4-Takt-Motoren europäischer Bauart dominiert und in der zweiten Hälfte waren Maschinen mit 2-Takt-Motoren japanischer Bauart tonangebend.

### Die 4-Takt-Ära
Die Viertaktmotoren dominierten alle Ausgaben der 500er-Meisterschaften bis etwa 1974, als sich mit dem zunehmenden Aufkommen japanischer Hersteller die Technik der Motoren klar in Richtung Zweitakttechnik veränderte. In den 1970er Jahren hatten die Weiterentwicklung der verwendeten Materialien und die neuen Flüssigkeitskühlsysteme letztlich die Probleme gelöst, die bis dahin häufig zu Motorausfällen führten, die auf schlechte Qualität der Bauteile und vor allem auf eine übermäßige thermische Belastung (Erwärmung oder Abkühlung) zurückzuführen waren. Beim Großen Preis von Deutschland 1976, der am 29. August auf dem Nürburgring stattfand, war der letzte Sieg eines 4-Takt-Motorrads in dieser Klasse zu verzeichnen, zusammen mit dem letzten Sieg in der langen Karriere von Giacomo Agostini (auf MV Agusta 500 Vierzylinder).

### Die 2-Takt-Ära
Die zweite Hälfte der „500er-Ära“ brachte eine fortschreitende und kontinuierliche Zunahme der technischen Unterschiede zwischen normalen Serienmotorrädern, normalerweise 4-Takt-Maschinen, und solchen, die für Wettbewerbe gebaut wurden, allesamt 2-Takt-Motorrädern. Das machte es nahezu unmöglich, die in Rennen getesteten Verbesserungen in die entsprechende Produktion von Großserienmotorrädern zu übertragen, außer mit einer immensen Verschwendung technologischer und wirtschaftlicher Ressourcen.
Mit der Rennsaison 2002 wurde die „500er-Klasse“ abgeschafft und durch die MotoGP ersetzt, deren Vorschriften eine größere Flexibilität bezüglich der Gewichts- und Hubraumgrenzen für Zweitaktmotoren im Vergleich zu Viertaktmotoren vorsehen, mit dem offensichtlichen Ziel, den Einsatz von Viertaktern zu fördern.

## Reglement

### Technisch
Die technischen Bestimmungen wechselten im Laufe der Jahre. In der letzten Fassung des Reglements für die 500er-Klasse (gültig von 1993 bis 2001) wurde ein Mindestgewicht von 100 kg für Motorräder mit Zweizylindermotoren, 115 kg für Dreizylindermotoren und 130 kg für Vierzylindermotoren festgelegt.
Zur Identifizierung des Motorrads und der Klasse mussten die Nummernschildfelder (eines vorne und zwei an den Seiten, eines auf jeder Seite) gelb mit schwarzen Nummern sein.

### Organisatorisch (Punktevergabe)
Anmerkung: Die genauen Aufschlüsselungen der Punktevergabe können auch in den jeweiligen Jahres-Artikeln eingesehen werden.
Die ursprüngliche Verfahrensweise für die Punktevergabe aus dem Jahr 1949 wurde im Laufe der Jahre mehrmals geändert. Das ging so weit, dass die Anwendung des Vergabeschlüssel einer nachfolgenden oder vorherigen Meisterschaft manchmal zu einem anderen Gewinner des Fahrer- oder Konstrukteurstitels der ausgewählten Saison geführt hätte. Von 1949 bis 1976 wurden gültige Ergebnisse durch sogenannte Streichresultate eingegrenzt, um zu verhindern, dass die Meisterschaft gewonnen wurde, ohne genug eigene gute Platzierungen errungen und nur vom Ausfall anderer Fahrer profitiert zu haben. Nur in der Saison 1976 gab es eine Regelung, bei der die besten 6 Platzierungen berücksichtigt wurden: Bei der Aufteilung der Meisterschaft in zwei Hälften wurden die besten 3 Ergebnisse in den ersten fünf Rennen und die besten 3 in den letzten fünf Rennen der Saison als gültig gewertet.
Die Meisterschaftswertung begann 1949 damit, den ersten fünf gewerteten Fahrern in jedem Rennen Punkte zuzuteilen, zusätzlich zu einem Punkt für den Fahrer der schnellsten Runde. Im folgenden Jahr wurden sie den ersten sechs gewerteten Fahrern zugeteilt. Der Zusatzpunkt für die schnellste Runde wurde gestrichen. Von 1969 bis 1988 wurde die Punktzahl zunehmend erweitert, bis die ersten 15 gewertet wurden. Ab 1993 wurde durch eine Erhöhung der Punktzahl die Gewichtung der ersten drei Klassifizierten geändert.
Die Punktevergabe für den „Konstrukteurstitel“ basiert immer auf der den Fahrern zugeteilten Punktzahl, addiert werden jedoch nur die Punkte, die durch die beste Platzierung pro Rennen jedes Teams erzielt werden.

## Bilanz
Der erfolgreichste Fahrer in der 500-cm³Klasse ist Giacomo Agostini mit acht gewonnenen Weltmeisterschaften, gefolgt von Mick Doohan mit fünf und Geoff Duke, Mike Hailwood, Eddie Lawson und John Surtees mit jeweils vier gewonnenen Meisterschaften.
Was die Verteilung der 53 vergebenen Konstrukteurstitel in der „500er-Klasse“ angeht, ist MV Agusta mit 16 Weltmeisterschaften die erfolgreichste Marke, gefolgt von Honda mit 13 und Yamaha mit 9. Weitere Titel errangen Suzuki (7), Gilera (5), Norton (2) und A.J.S. mit nur einem Titel, dem ersten im Jahr 1949.
Insgesamt wurden 580 Grands Prix ausgetragen. Die Fahrer mit der höchsten Anzahl an Einzelsiegen sind Agostini mit 68, Doohan mit 54 und Hailwood mit 37. Bei den Herstellern belegt Honda mit 156 Siegen den ersten Platz, gefolgt von MV Agusta mit 139 und Yamaha mit 120.

## Tabelle
| Jahr | Fahrer            | Team                       | Modell                             | Konstrukteur-Titel |
| ---- | ----------------- | -------------------------- | ---------------------------------- | ------------------ |
| 1949 | Leslie Graham     | A.J.S.                     | A.J.S. Porcupine                   | A.J.S.             |
| 1950 | Umberto Masetti   | Gilera                     | Gilera 500 GP ufficiale            | Norton             |
| 1951 | Geoff Duke        | Norton Motorcycles         | Norton Manx                        | Norton             |
| 1952 | Umberto Masetti   | Gilera                     | Gilera 500 GP ufficiale            | Gilera             |
| 1953 | Geoff Duke        | Gilera                     | Gilera 500 GP ufficiale            | Gilera             |
| 1954 | Geoff Duke        | Gilera                     | Gilera 500 GP ufficiale            | Gilera             |
| 1955 | Geoff Duke        | Gilera                     | Gilera 500 GP ufficiale            | Gilera             |
| 1956 | John Surtees      | MV Agusta „Reparto corse“  | MV Agusta Corse 500 Quattro Catena | MV Agusta          |
| 1957 | Libero Liberati   | Gilera                     | Gilera 500 GP ufficiale            | Gilera             |
| 1958 | John Surtees      | MV Agusta „Reparto corse“  | MV Agusta Corse 500 Quattro Catena | MV Agusta          |
| 1959 | John Surtees      | MV Agusta „Reparto corse“  | MV Agusta Corse 500 Quattro Catena | MV Agusta          |
| 1960 | John Surtees      | MV Agusta „Reparto corse“  | MV Agusta Corse 500 Quattro Catena | MV Agusta          |
| 1961 | Gary Hocking      | MV Agusta „Reparto corse“  | MV Agusta Corse 500 Quattro Catena | MV Agusta          |
| 1962 | Mike Hailwood     | MV Agusta „Reparto corse“  | MV Agusta Corse 500 Quattro Catena | MV Agusta          |
| 1963 | Mike Hailwood     | MV Agusta „Reparto corse“  | MV Agusta Corse 500 Quattro Catena | MV Agusta          |
| 1964 | Mike Hailwood     | MV Agusta „Reparto corse“  | MV Agusta Corse 500 Quattro Catena | MV Agusta          |
| 1965 | Mike Hailwood     | MV Agusta „Reparto corse“  | MV Agusta Corse 500 Quattro Catena | MV Agusta          |
| 1966 | Giacomo Agostini  | MV Agusta „Reparto corse“  | MV Agusta 500 Dreizylinder         | Honda              |
| 1967 | Giacomo Agostini  | MV Agusta „Reparto corse“  | MV Agusta 500 Dreizylinder         | MV Agusta          |
| 1968 | Giacomo Agostini  | MV Agusta „Reparto corse“  | MV Agusta 500 Dreizylinder         | MV Agusta          |
| 1969 | Giacomo Agostini  | MV Agusta „Reparto corse“  | MV Agusta 500 Dreizylinder         | MV Agusta          |
| 1970 | Giacomo Agostini  | MV Agusta „Reparto corse“  | MV Agusta 500 Dreizylinder         | MV Agusta          |
| 1971 | Giacomo Agostini  | MV Agusta „Reparto corse“  | MV Agusta 500 Dreizylinder         | MV Agusta          |
| 1972 | Giacomo Agostini  | MV Agusta „Reparto corse“  | MV Agusta 500 Dreizylinder         | MV Agusta          |
| 1973 | Phil Read         | MV Agusta „Reparto corse“  | MV Agusta 500 Vierzylinder         | MV Agusta          |
| 1974 | Phil Read         | MV Agusta „Reparto corse“  | MV Agusta 500 Vierzylinder         | Yamaha             |
| 1975 | Giacomo Agostini  | Yamaha                     | Yamaha OW 23                       | Yamaha             |
| 1976 | Barry Sheene      | Texaco Heron Team Suzuki   | Suzuki RG 500                      | Suzuki             |
| 1977 | Barry Sheene      | Texaco Heron Team Suzuki   | Suzuki RGA 500                     | Suzuki             |
| 1978 | Kenny Roberts sr. | Yamaha USA                 | Yamaha YZR 500 OW35K               | Suzuki             |
| 1979 | Kenny Roberts sr. | Yamaha USA                 | Yamaha YZR 500 OW45                | Suzuki             |
| 1980 | Kenny Roberts sr. | Yamaha International       | Yamaha YZR 500 OW48                | Suzuki             |
| 1981 | Marco Lucchinelli | Nava Gallina-Suzuki        | Suzuki RG 500 (Vers. XR35/40)      | Suzuki             |
| 1982 | Franco Uncini     | Gallina-Suzuki             | Suzuki RG 500 Gamma                | Suzuki             |
| 1983 | Freddie Spencer   | Honda-HRC                  | Honda NS 500                       | Honda              |
| 1984 | Eddie Lawson      | Marlboro Agostini Yamaha   | Yamaha YZR 500                     | Honda              |
| 1985 | Freddie Spencer   | Rothmans Honda-HRC         | Honda NSR 500                      | Honda              |
| 1986 | Eddie Lawson      | Marlboro Agostini Yamaha   | Yamaha YZR 500                     | Yamaha             |
| 1987 | Wayne Gardner     | Rothmans Honda-HRC         | Honda NSR 500                      | Yamaha             |
| 1988 | Eddie Lawson      | Marlboro Agostini Yamaha   | Yamaha YZR 500                     | Yamaha             |
| 1989 | Eddie Lawson      | Rothmans Kanemoto Honda    | Honda NSR 500                      | Honda              |
| 1990 | Wayne Rainey      | Marlboro Roberts Yamaha    | Yamaha YZR 500                     | Yamaha             |
| 1991 | Wayne Rainey      | Marlboro Roberts Yamaha    | Yamaha YZR 500                     | Yamaha             |
| 1992 | Wayne Rainey      | Marlboro Roberts Yamaha    | Yamaha YZR 500                     | Honda              |
| 1993 | Kevin Schwantz    | Lucky Strike Suzuki        | Suzuki RGV 500                     | Yamaha             |
| 1994 | Mick Doohan       | Honda Team HRC             | Honda NSR 500                      | Honda              |
| 1995 | Mick Doohan       | Repsol YPF Honda Team      | Honda NSR 500                      | Honda              |
| 1996 | Mick Doohan       | Repsol Honda Team          | Honda NSR 500                      | Honda              |
| 1997 | Mick Doohan       | Repsol YPF Honda Team      | Honda NSR 500                      | Honda              |
| 1998 | Mick Doohan       | Repsol Honda               | Honda NSR 500                      | Honda              |
| 1999 | Àlex Crivillé     | Repsol Honda Team          | Honda NSR 500                      | Honda              |
| 2000 | Kenny Roberts jr. | Telefónica Movistar Suzuki | Suzuki RGV 500                     | Yamaha             |
| 2001 | Valentino Rossi   | Nastro Azzurro Honda       | Honda NSR 500                      | Honda              |

## Bilder
Die 500er-Maschinen in dieser Galerie sind nicht unbedingt „Sieger-Maschinen“, sondern sollen einen Überblick über die technische Entwicklung geben.

### 1949–1960

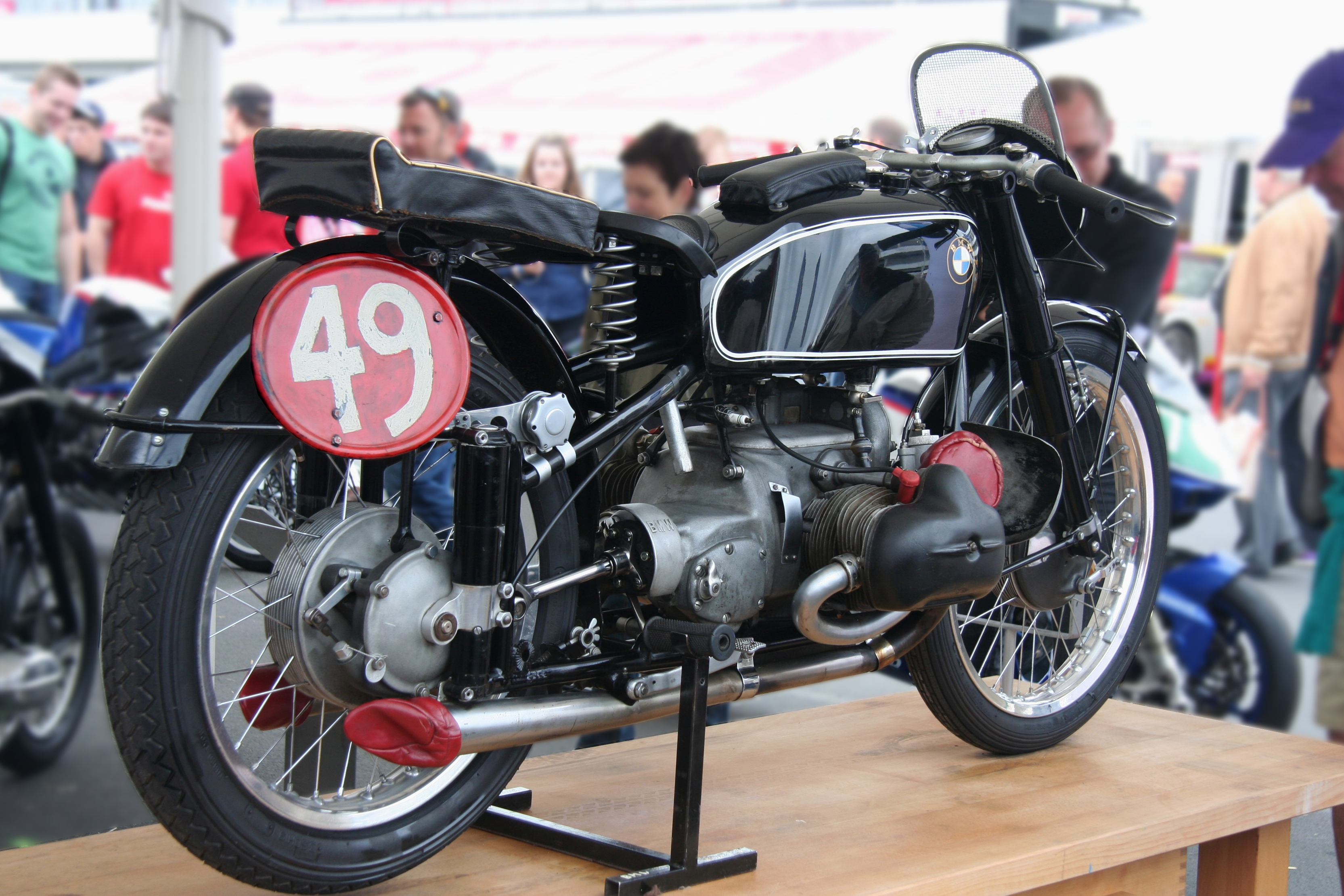
BMW 500 Kompressor (1949/50)
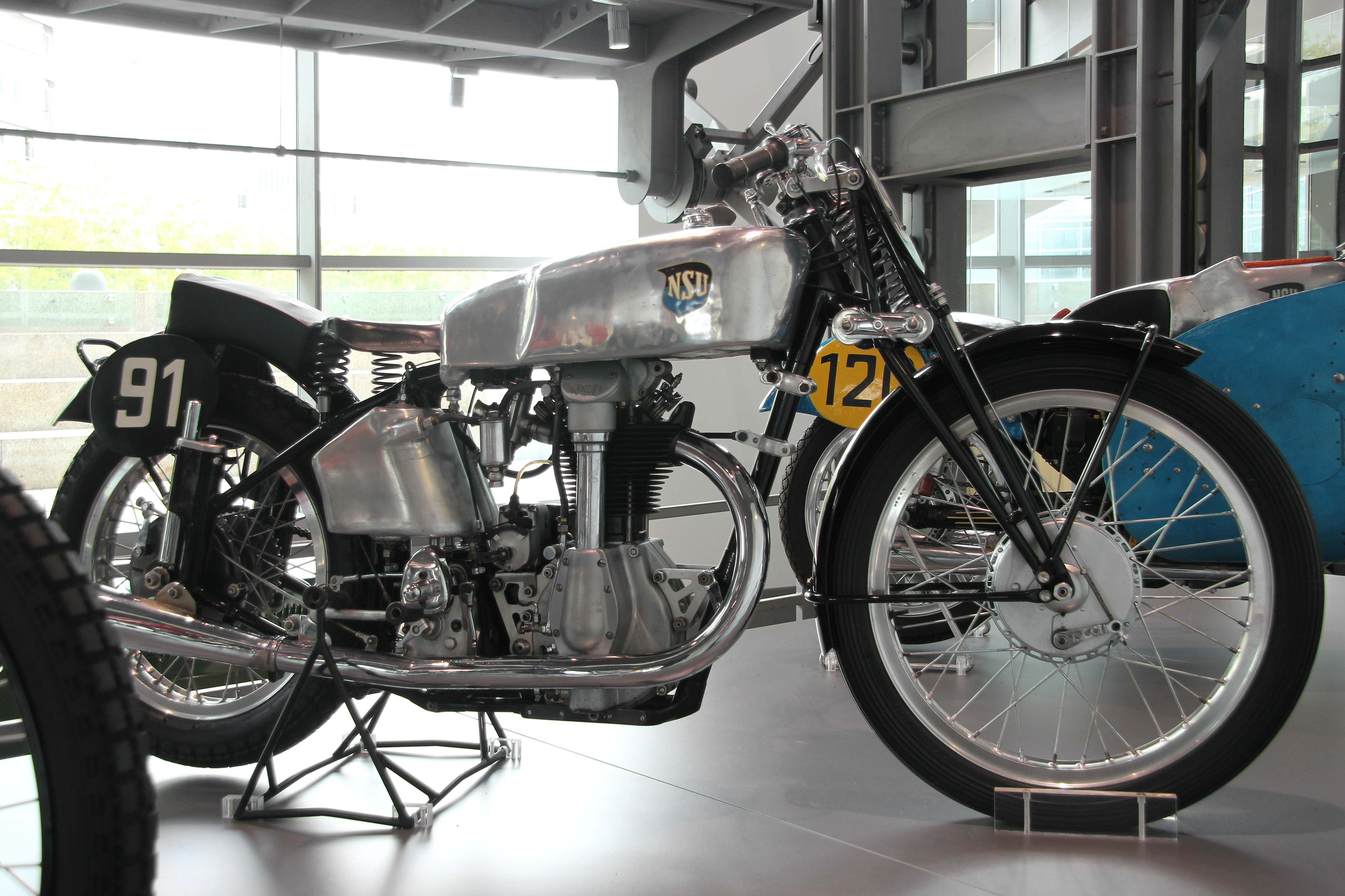
NSU 500 SS (1950)
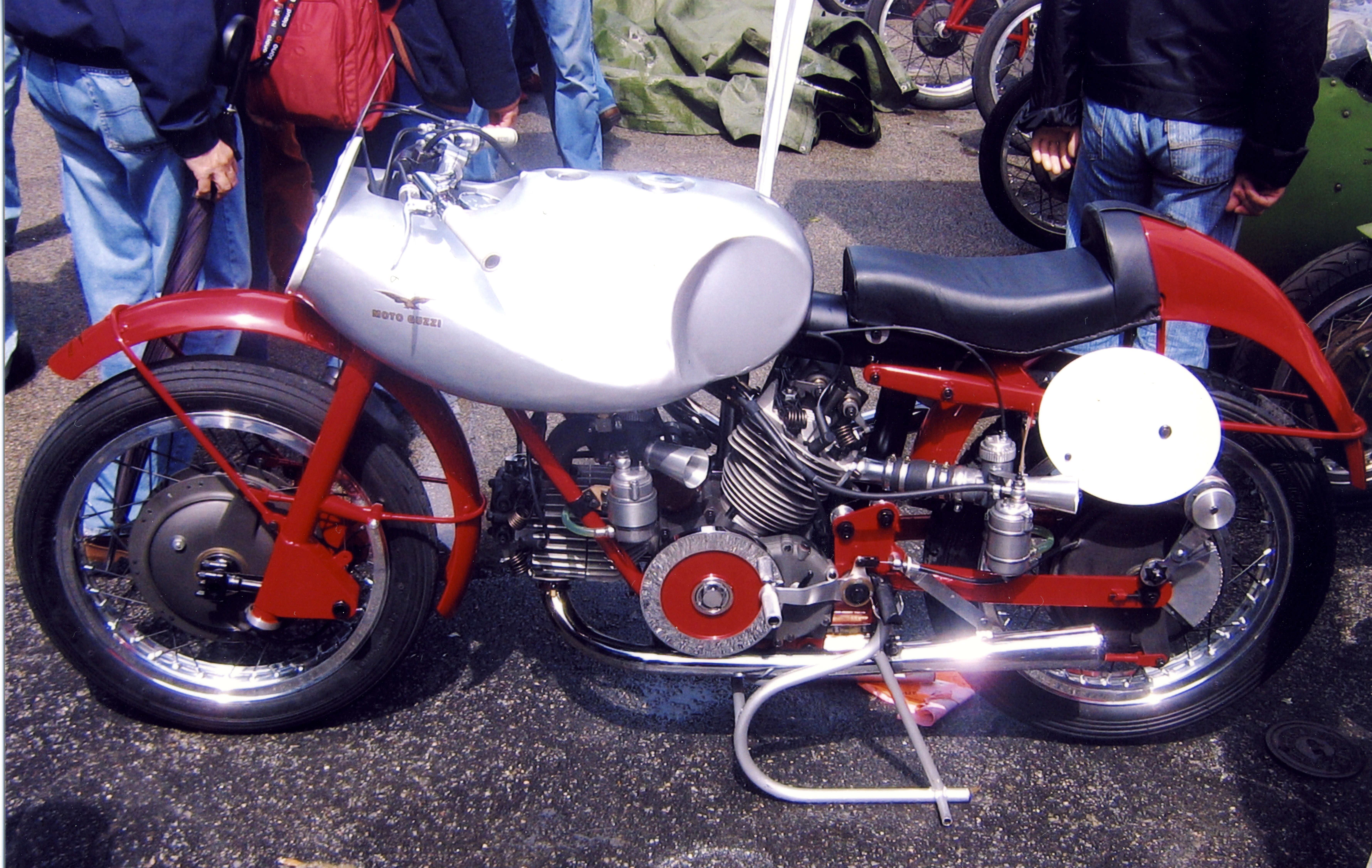
Moto Guzzi 500 GP (1951)
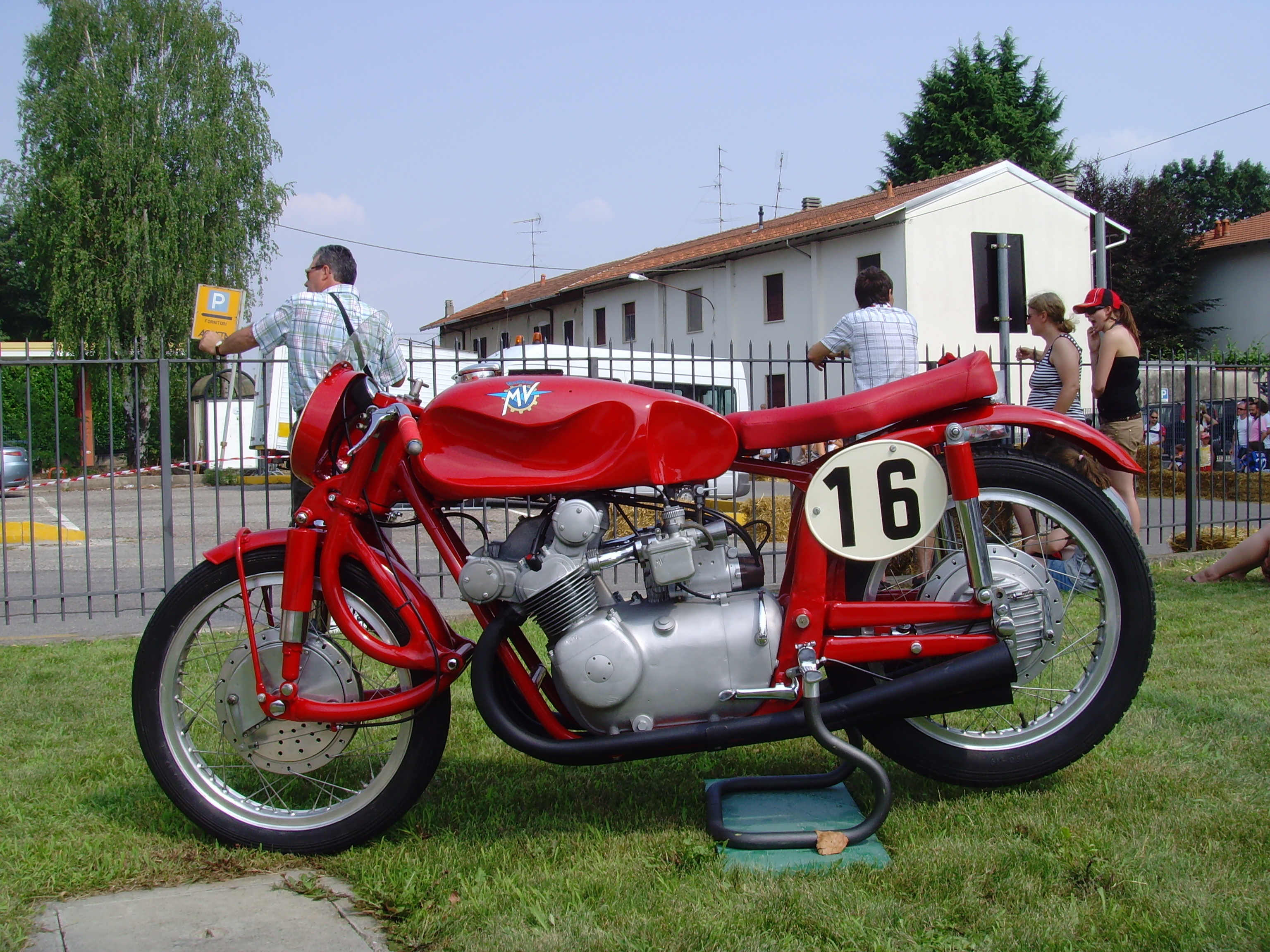
MV Agusta 4 Cardano (1951)
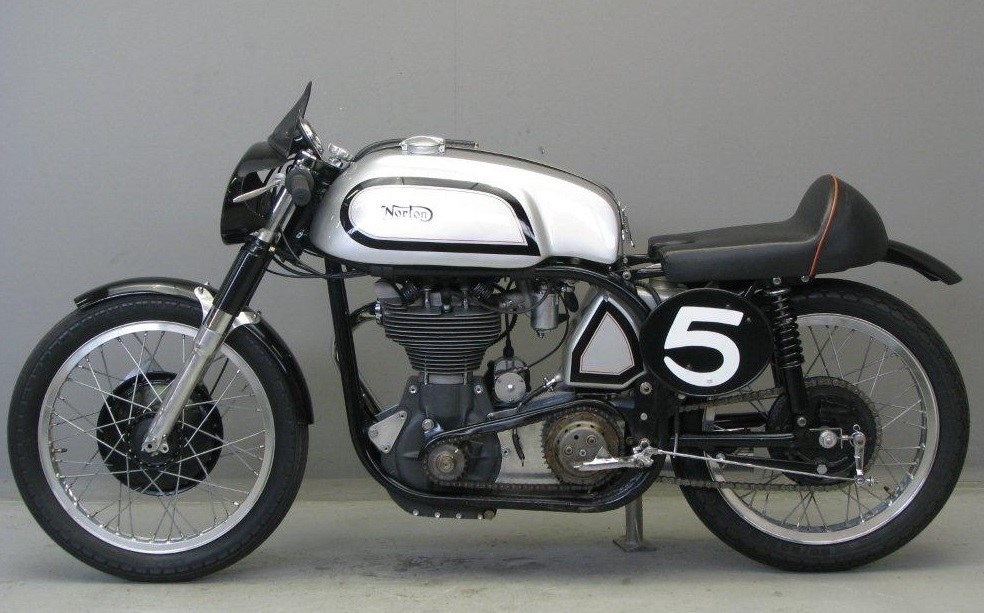
Norton 30M Manx 500 (1952)
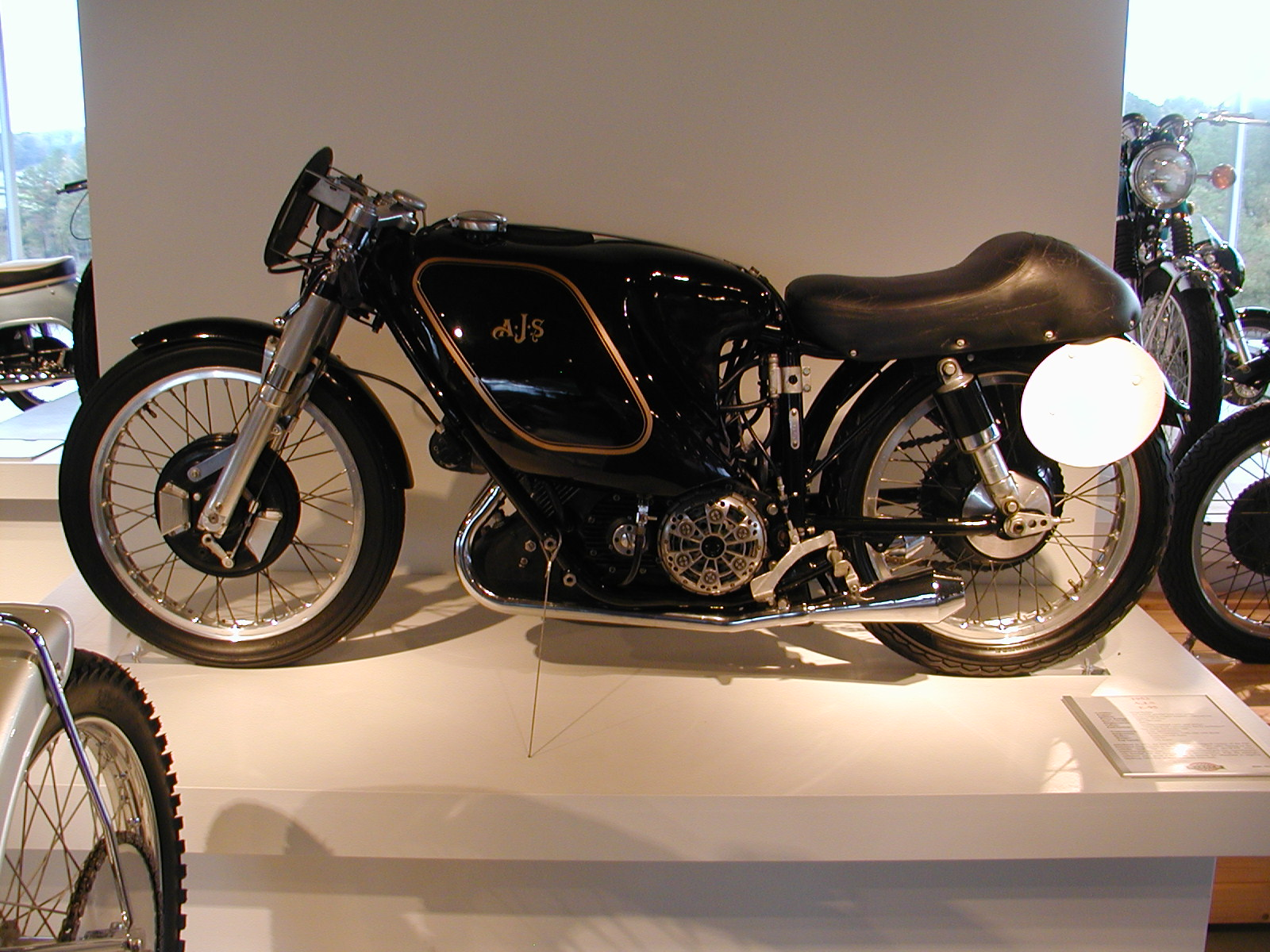
A.J.S E-95 „Porcupine“ (1953)
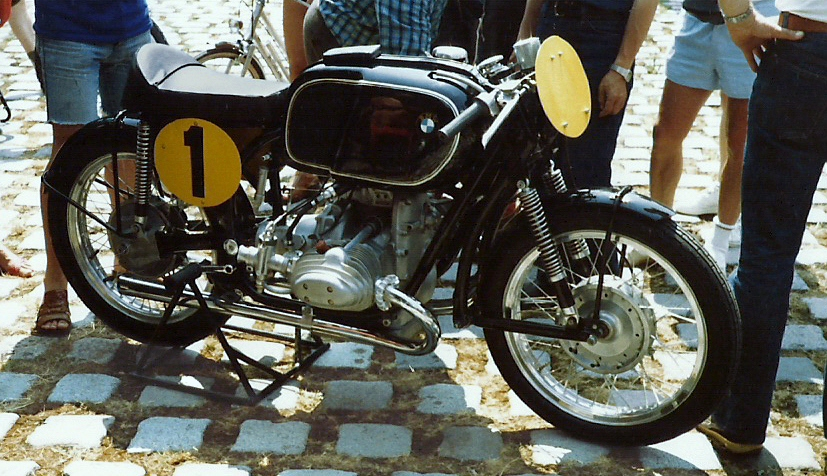
BMW RS 54 (1954)
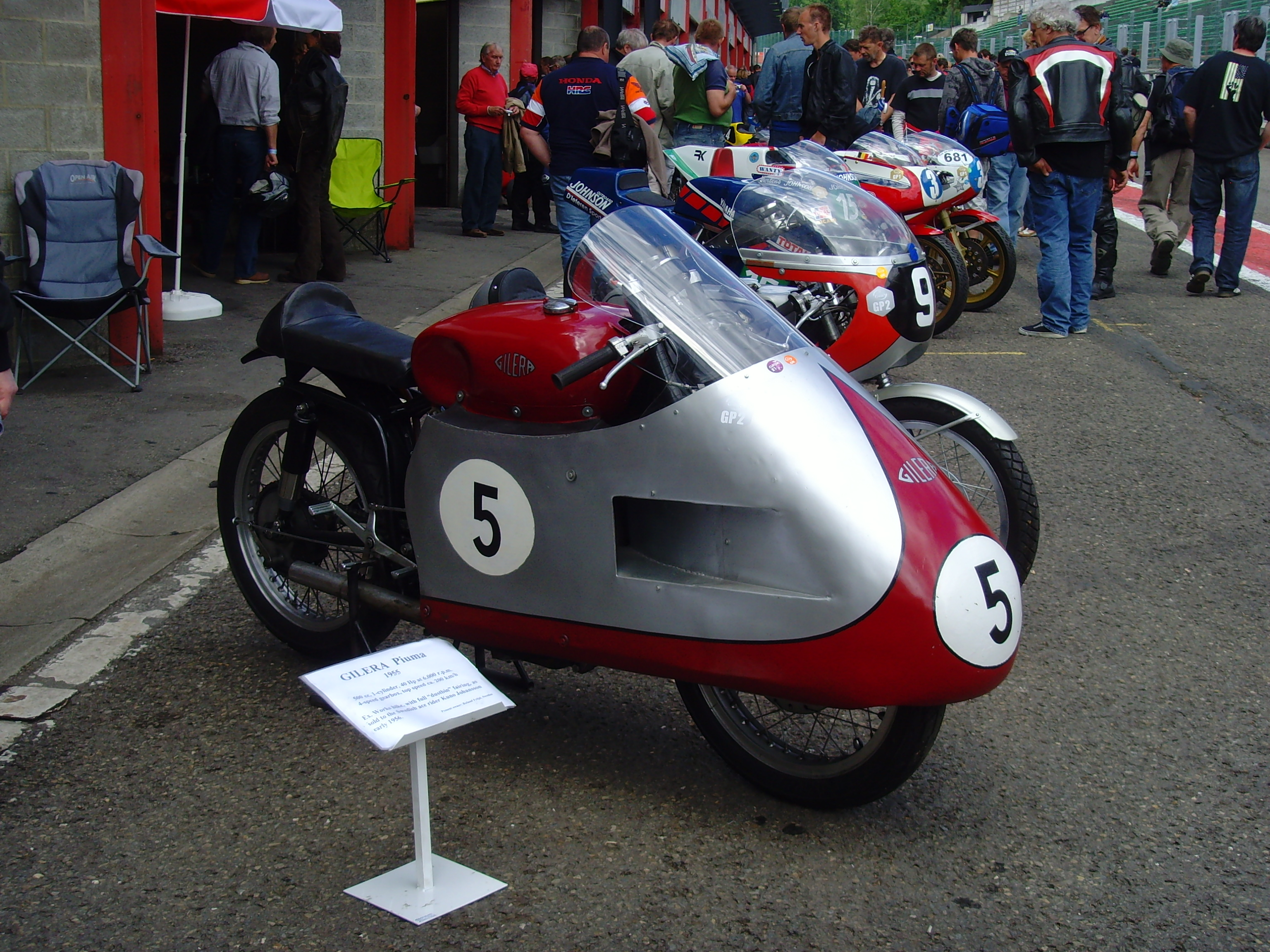
Gilera Piuma Campana (1955)
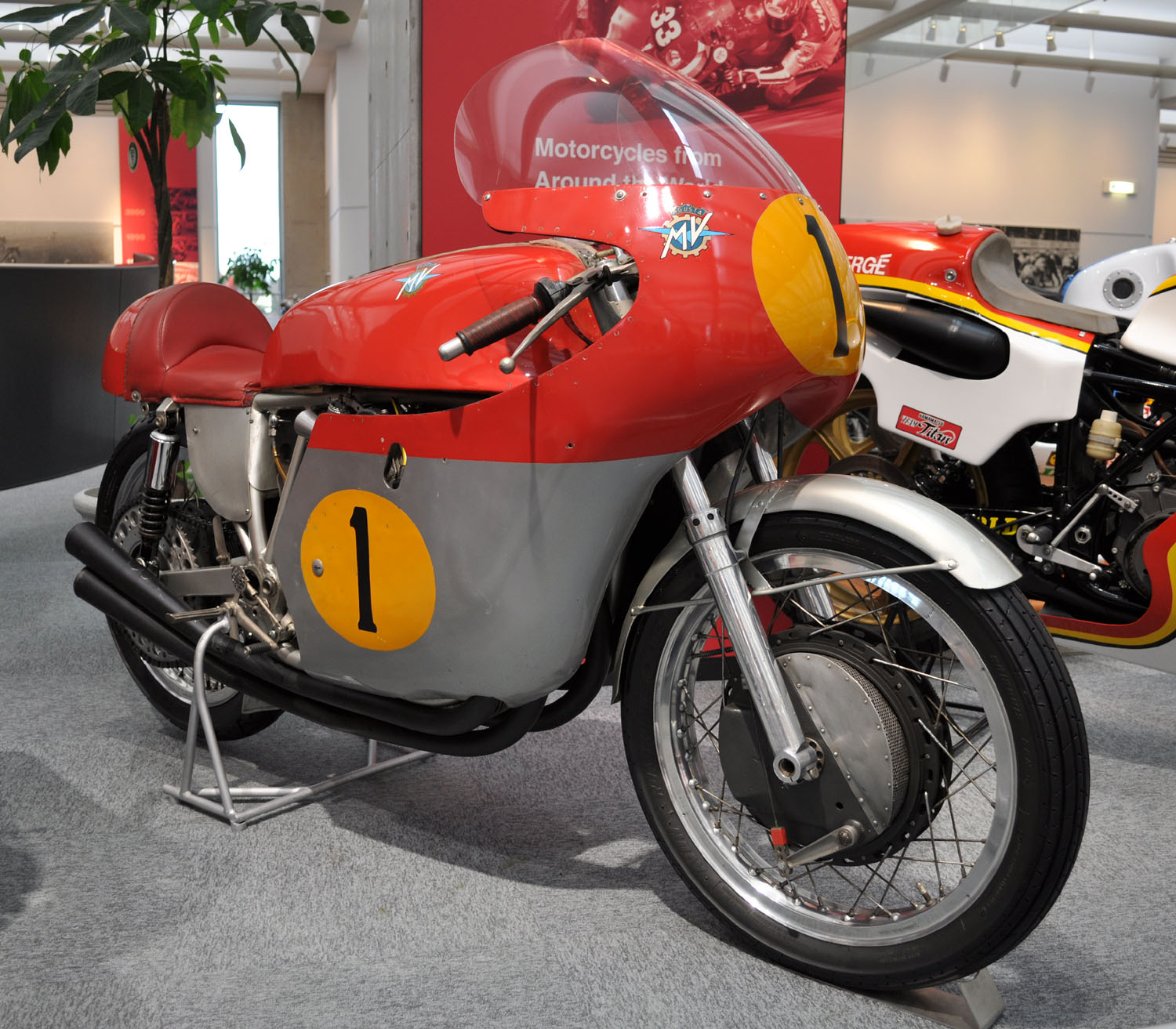
MV Agusta 500 4C (1956)
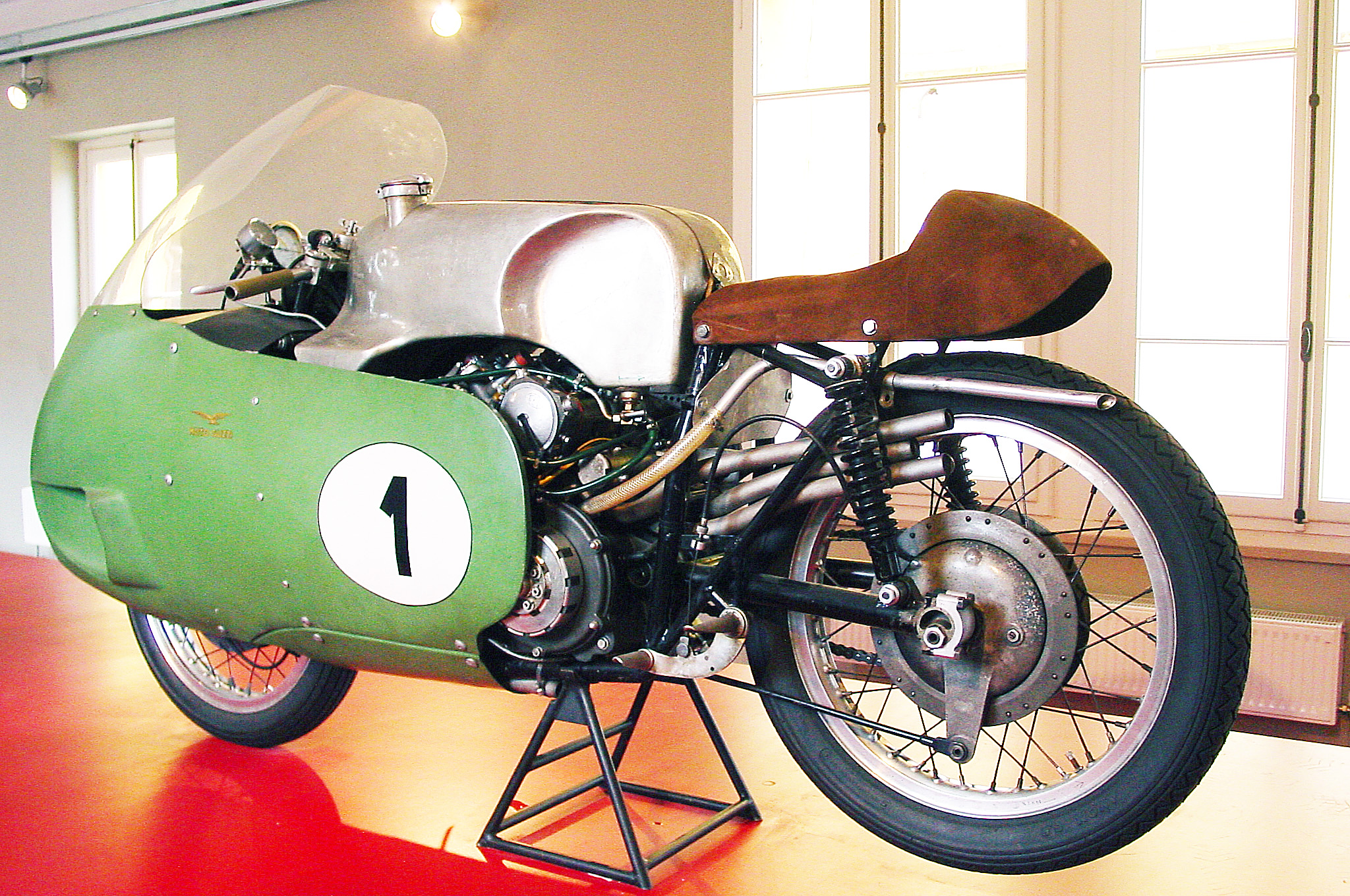
Moto Guzzi 500 V8 (1957)
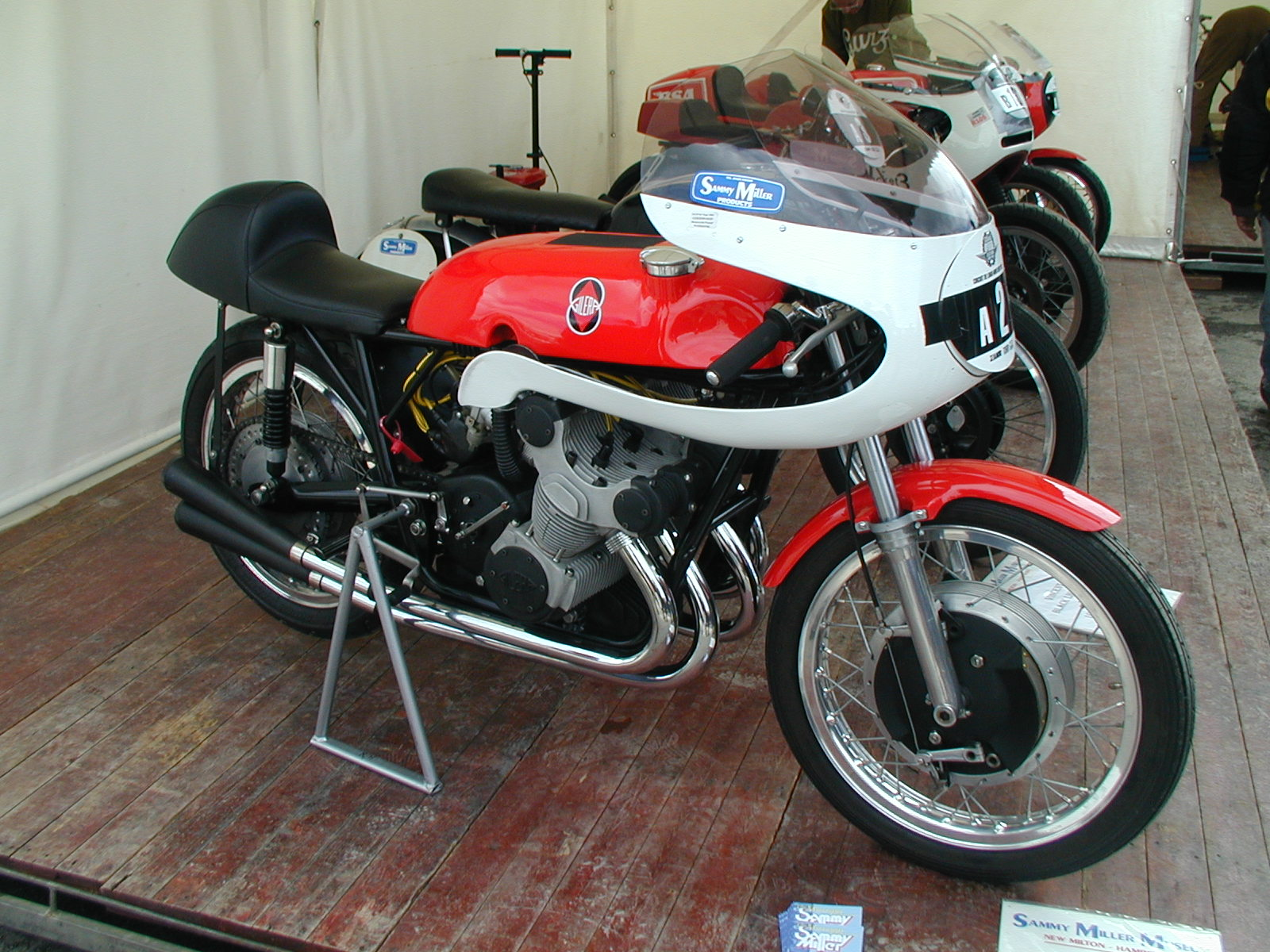
Gilera 500 GP ufficiale (1957)
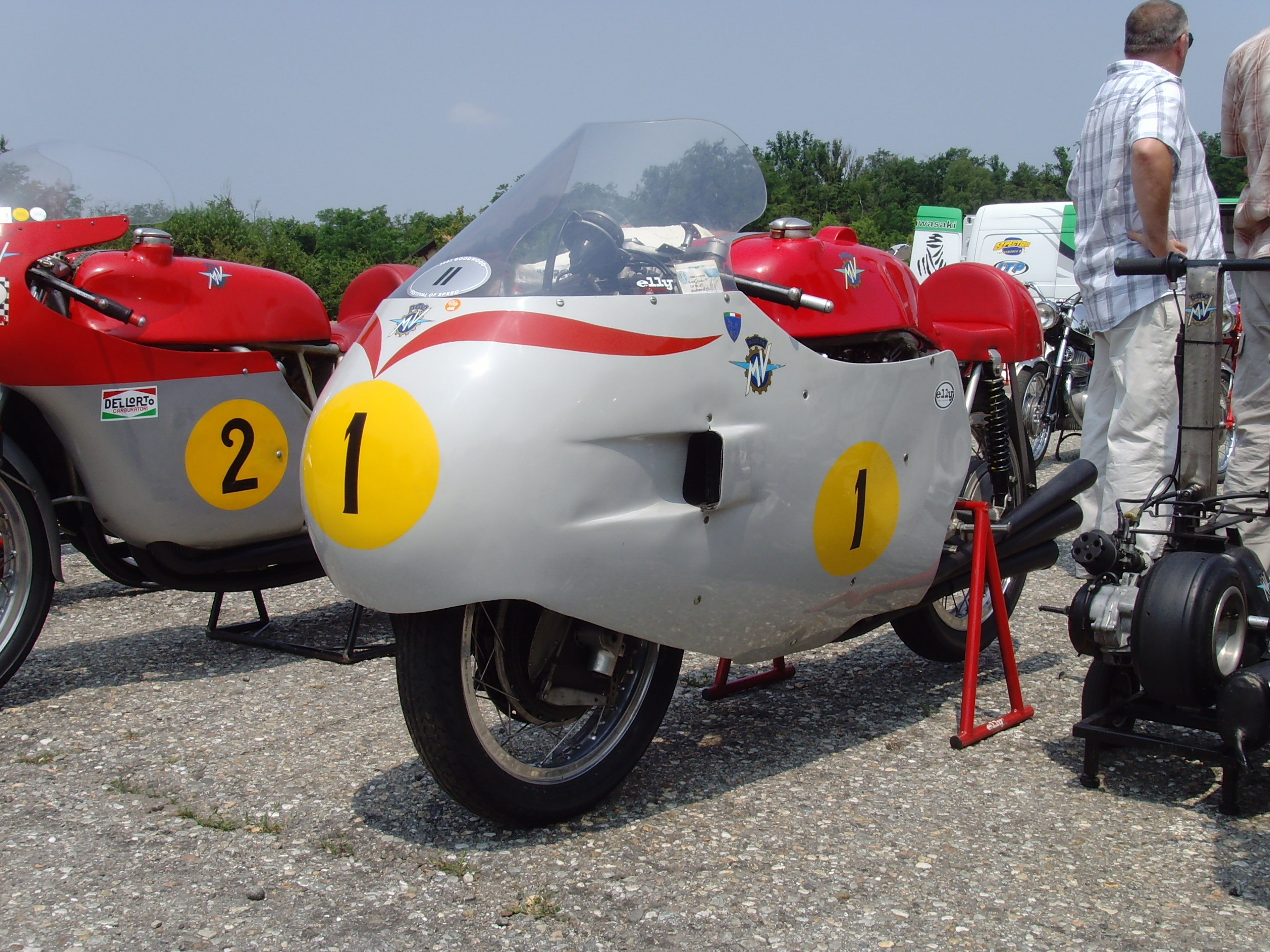
MV Agusta 500 GP 6C (1958)

### 1961–1980

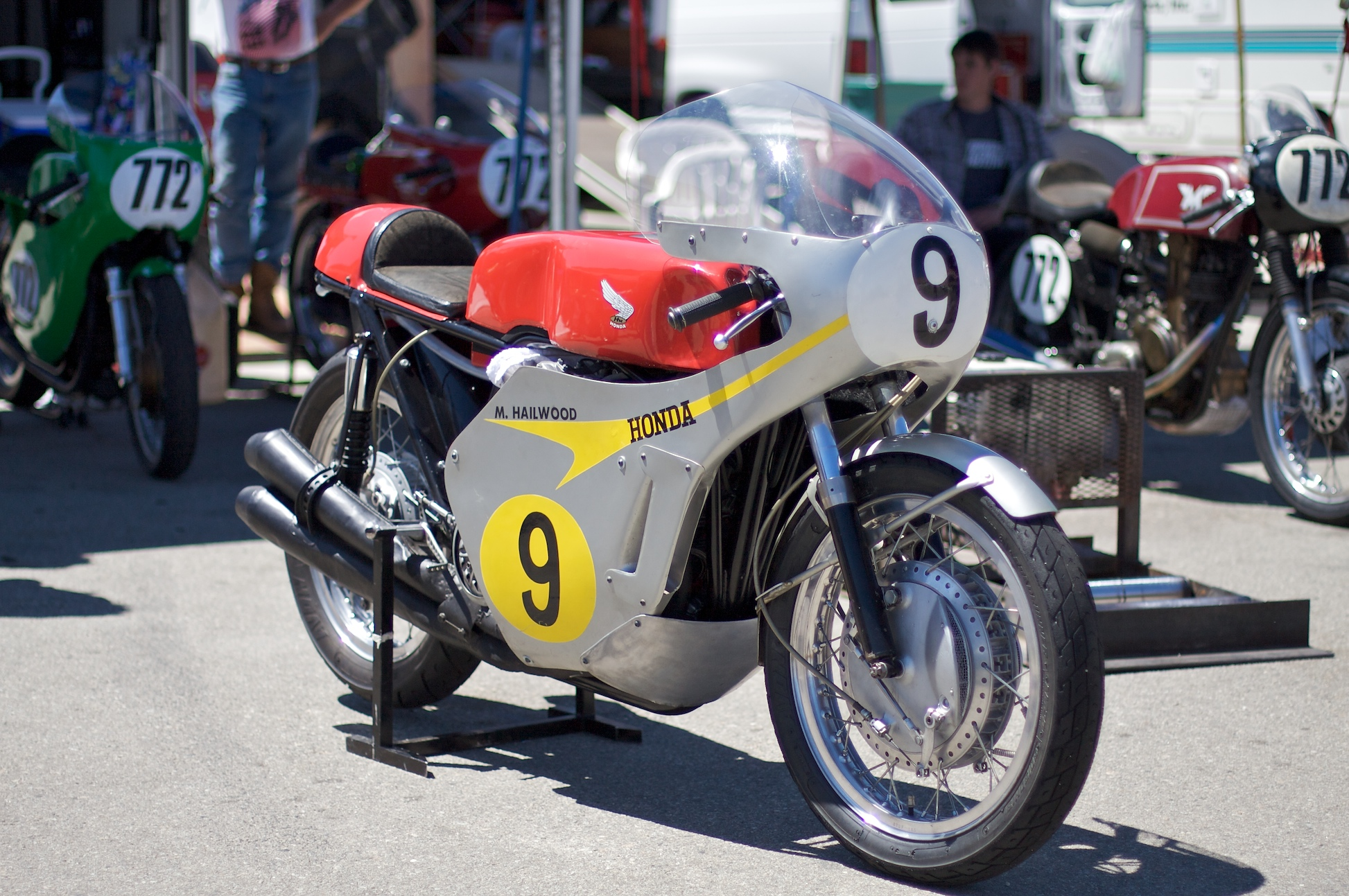
Honda 500 RC 181 (1966/67)
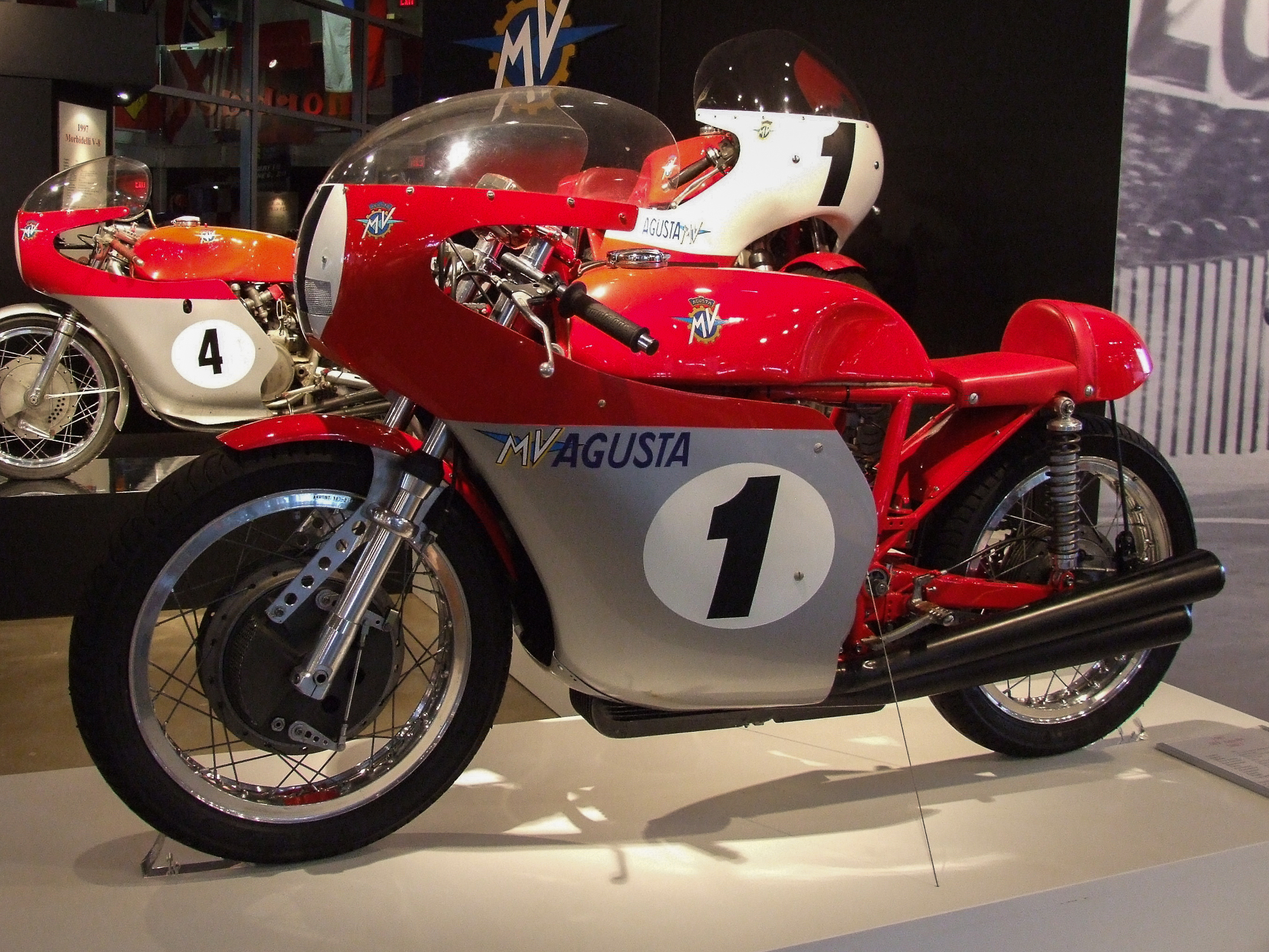
MV Agusta 500 „Tre“ (1967)
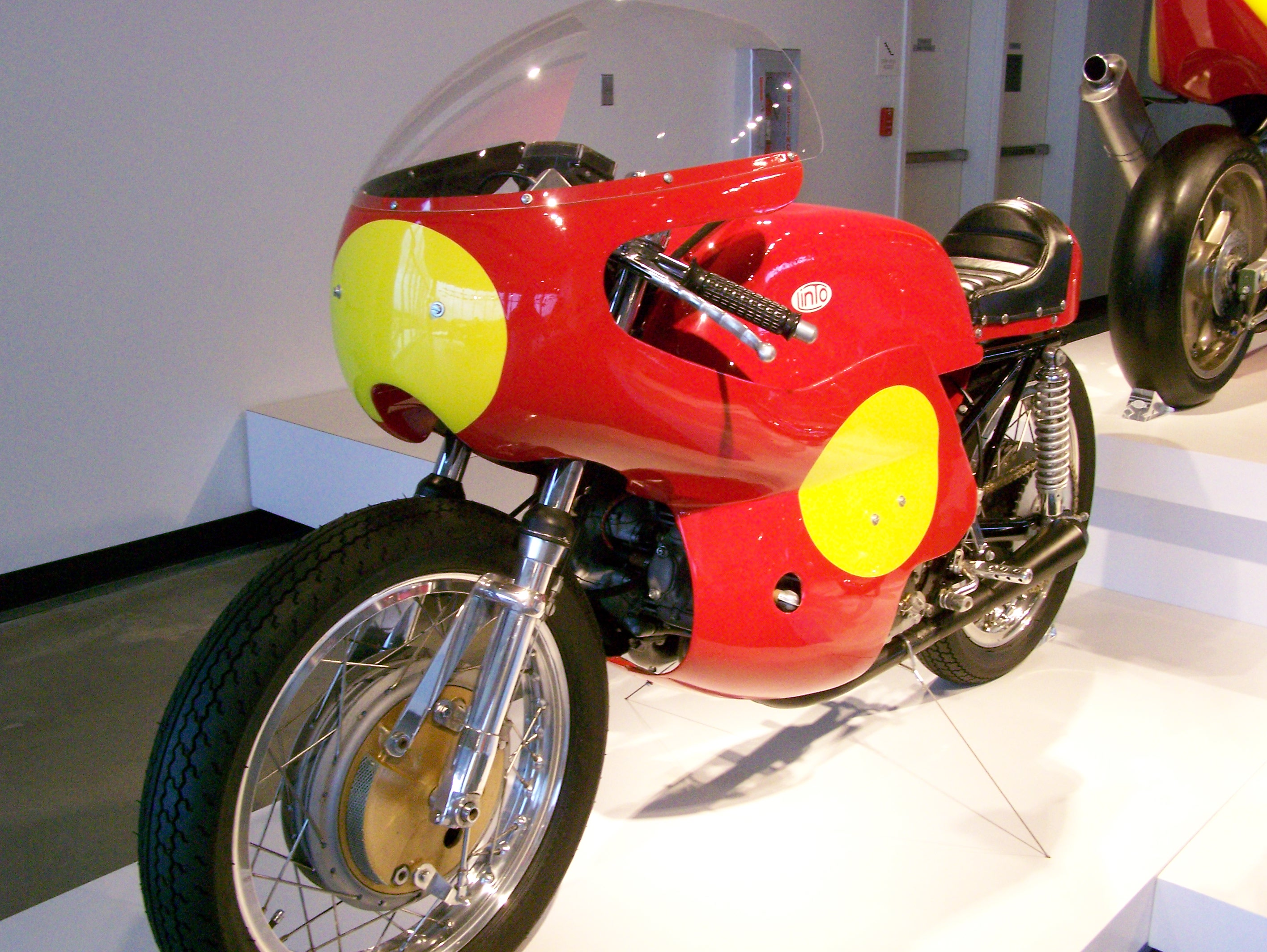
Linto 500 GP (1969)
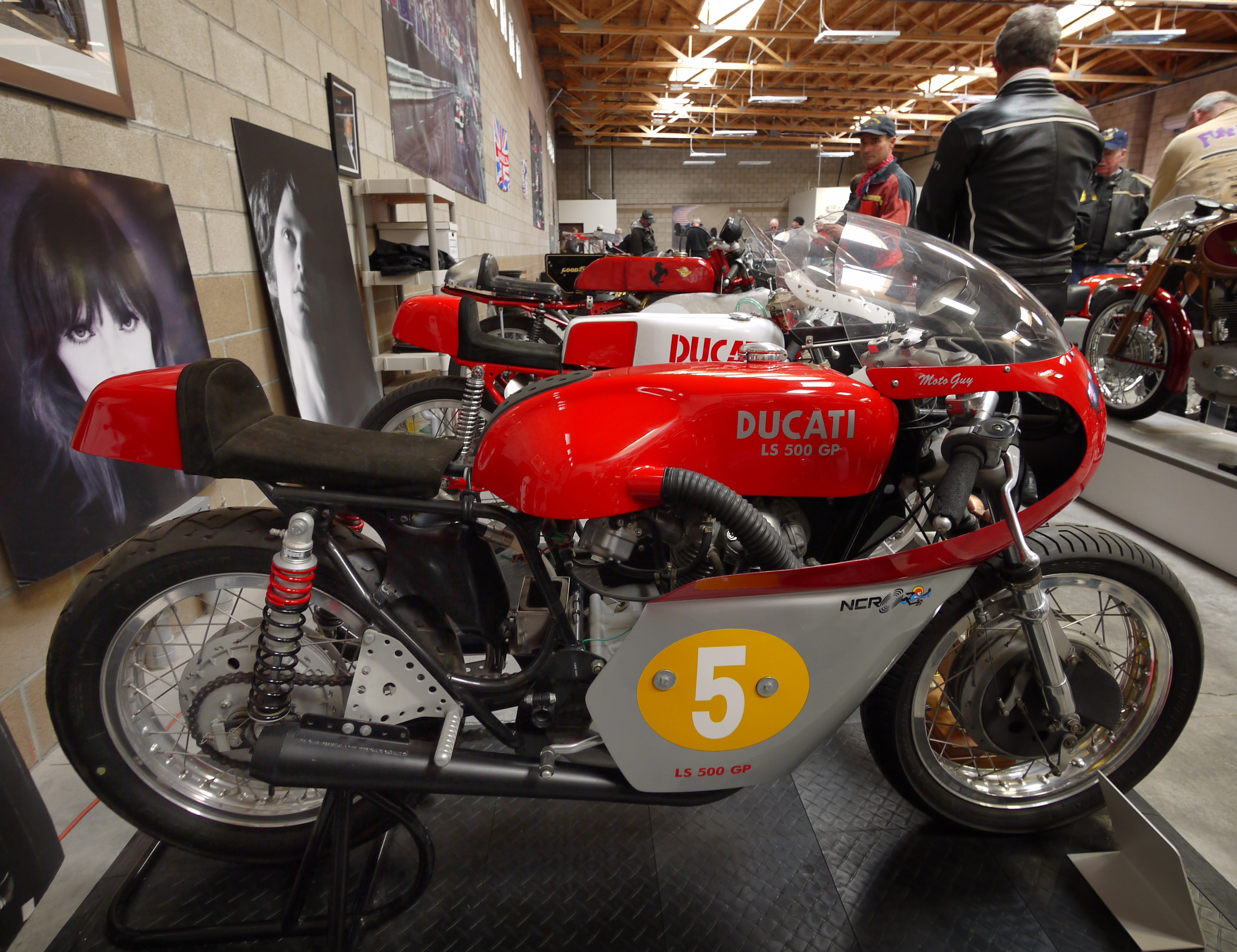
Ducati LS 500 GP (1970)
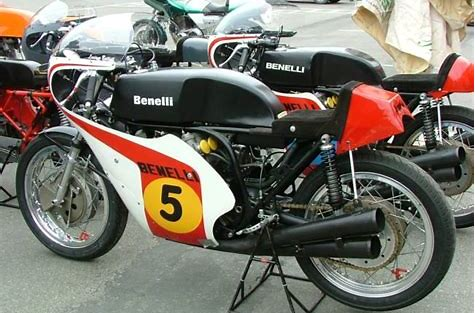
Benelli  500 quattro GP (1970)
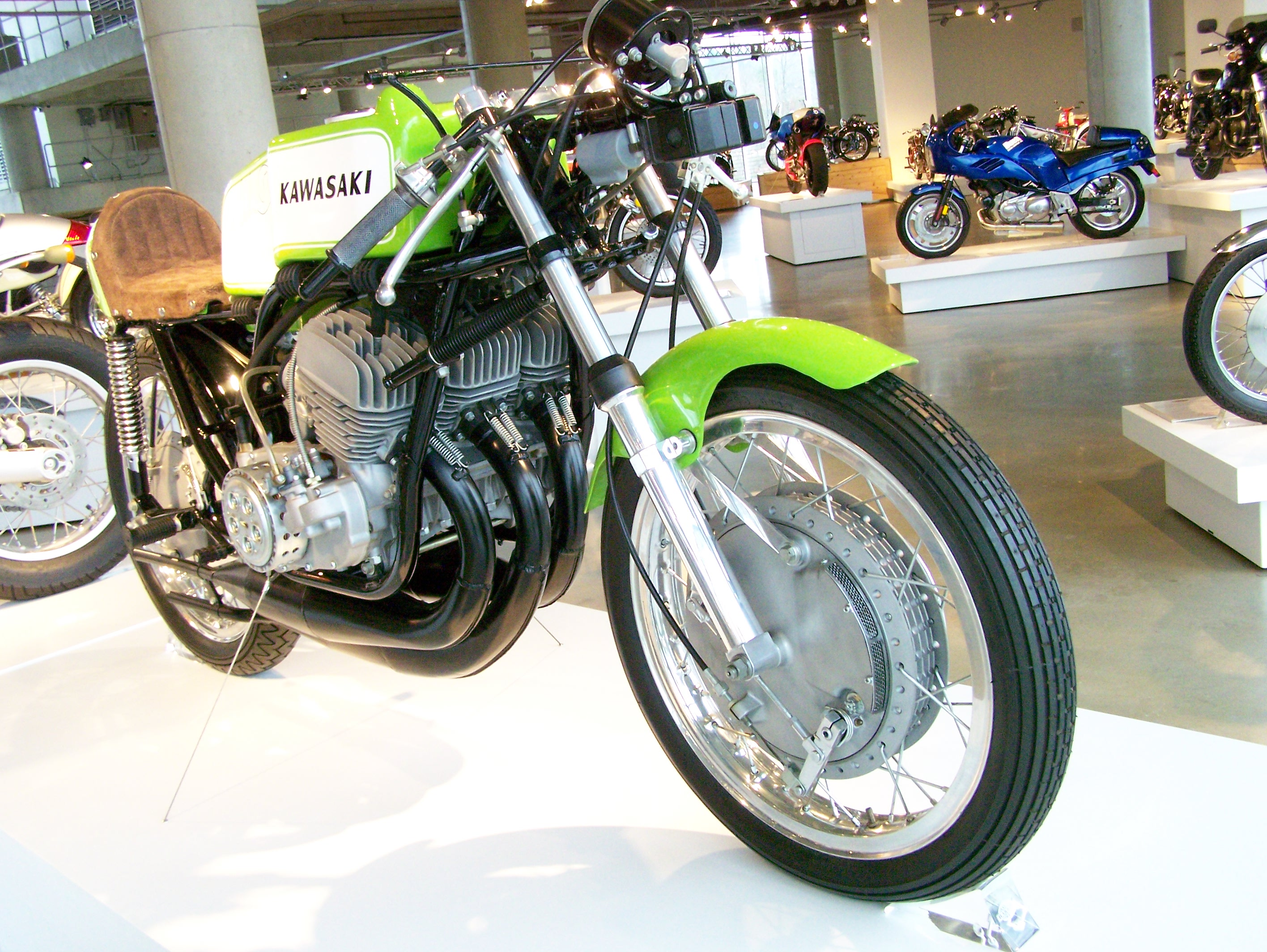
Kawasaki H1RA (1972)
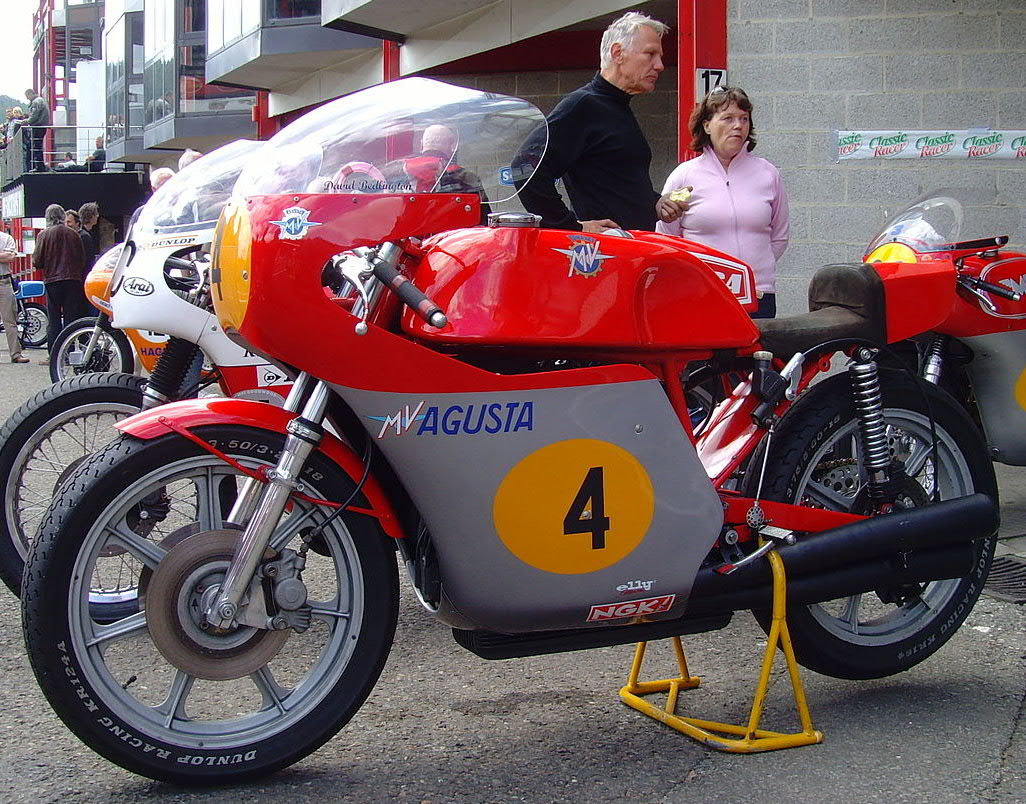
MV Agusta 500 4zyl (1973)
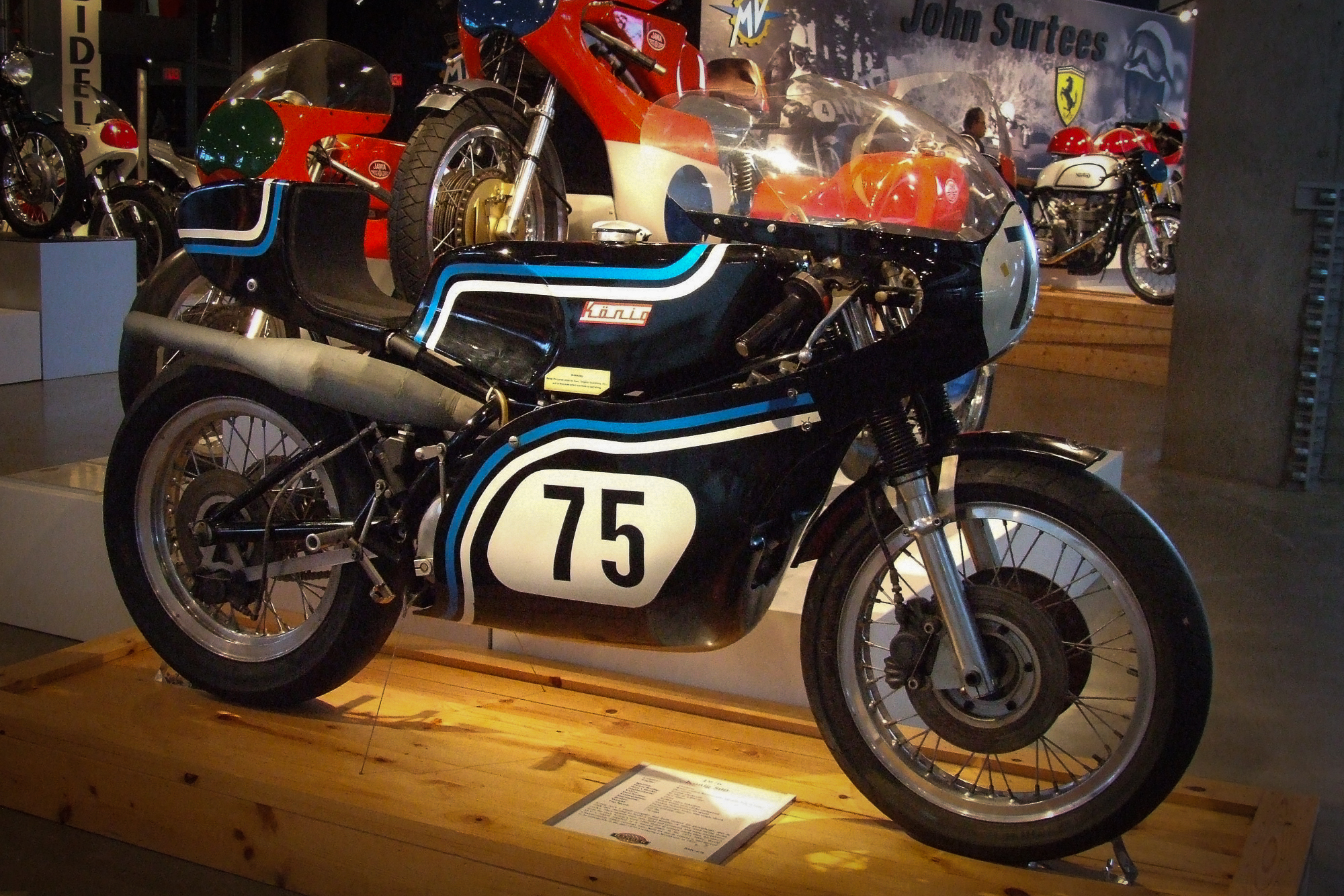
König 500 (1976)
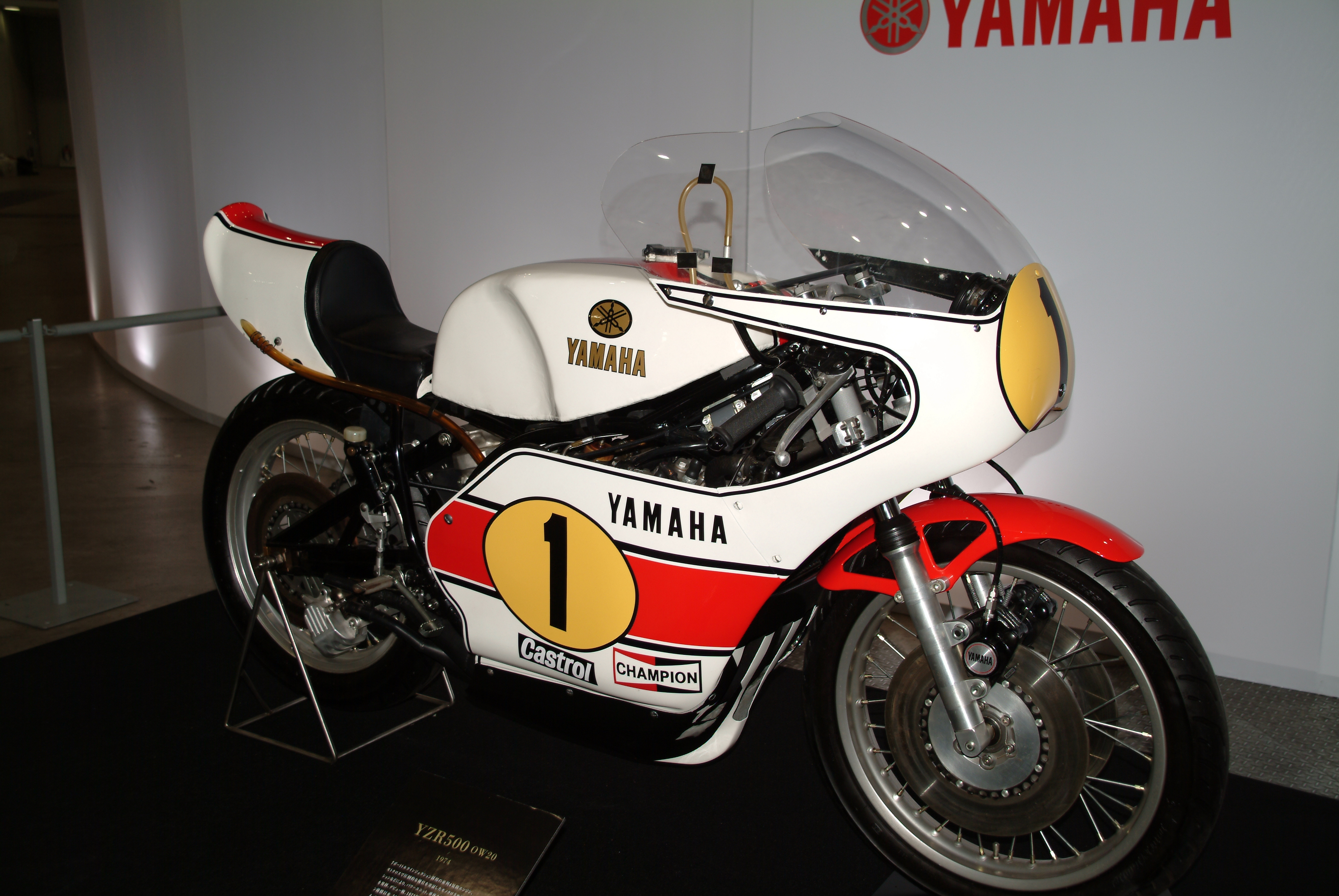
YAMAHA YZR500 OW20 (1974)
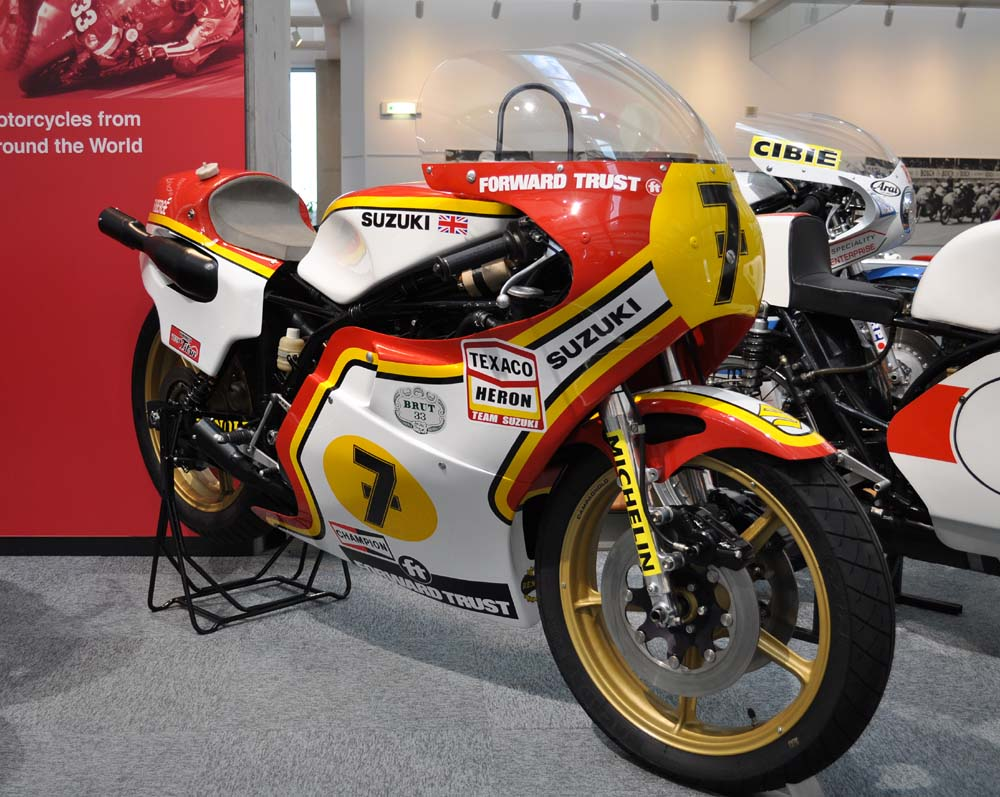
Suzuki RG 500 (1977)
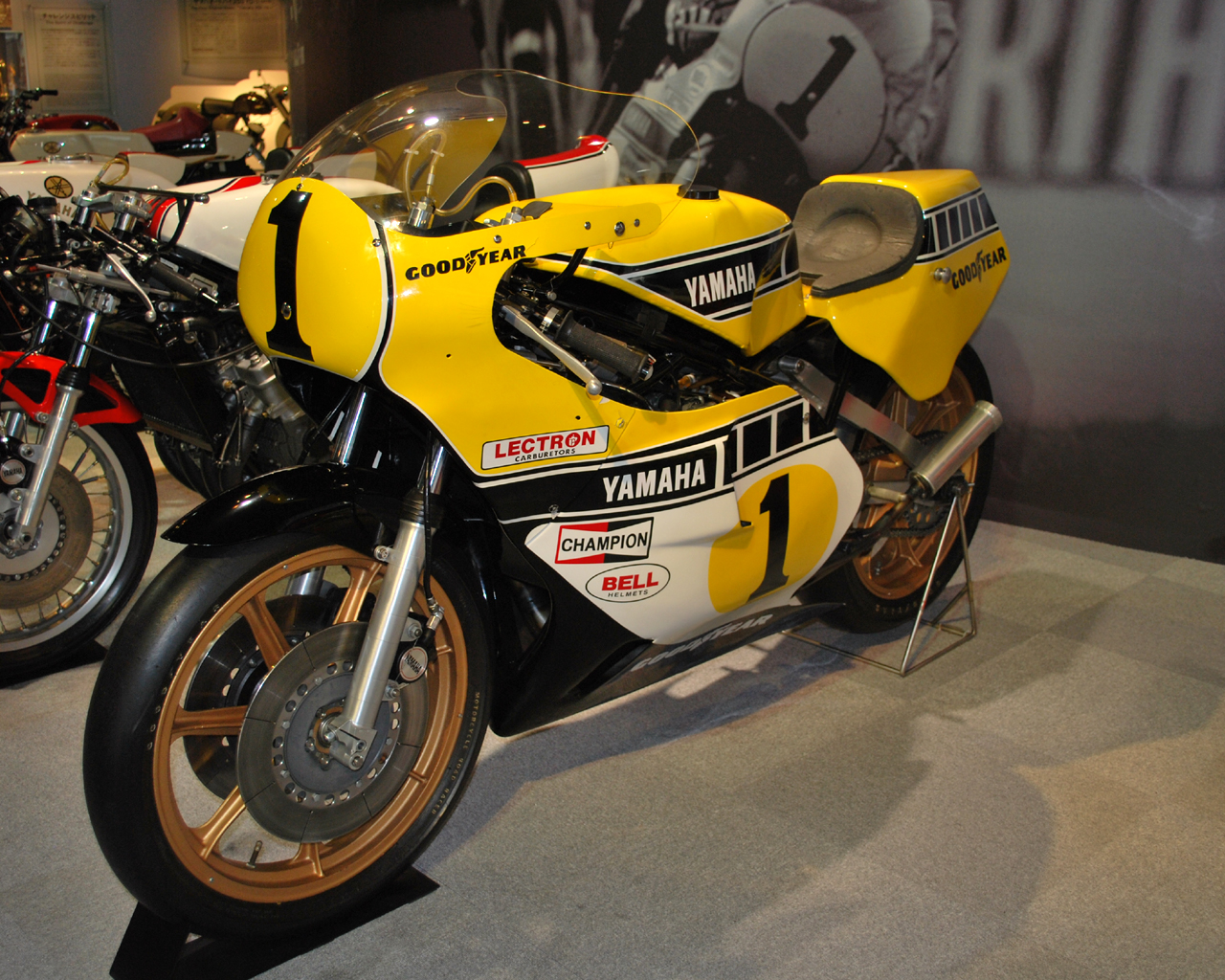
Yamaha YZR 500 (1978)
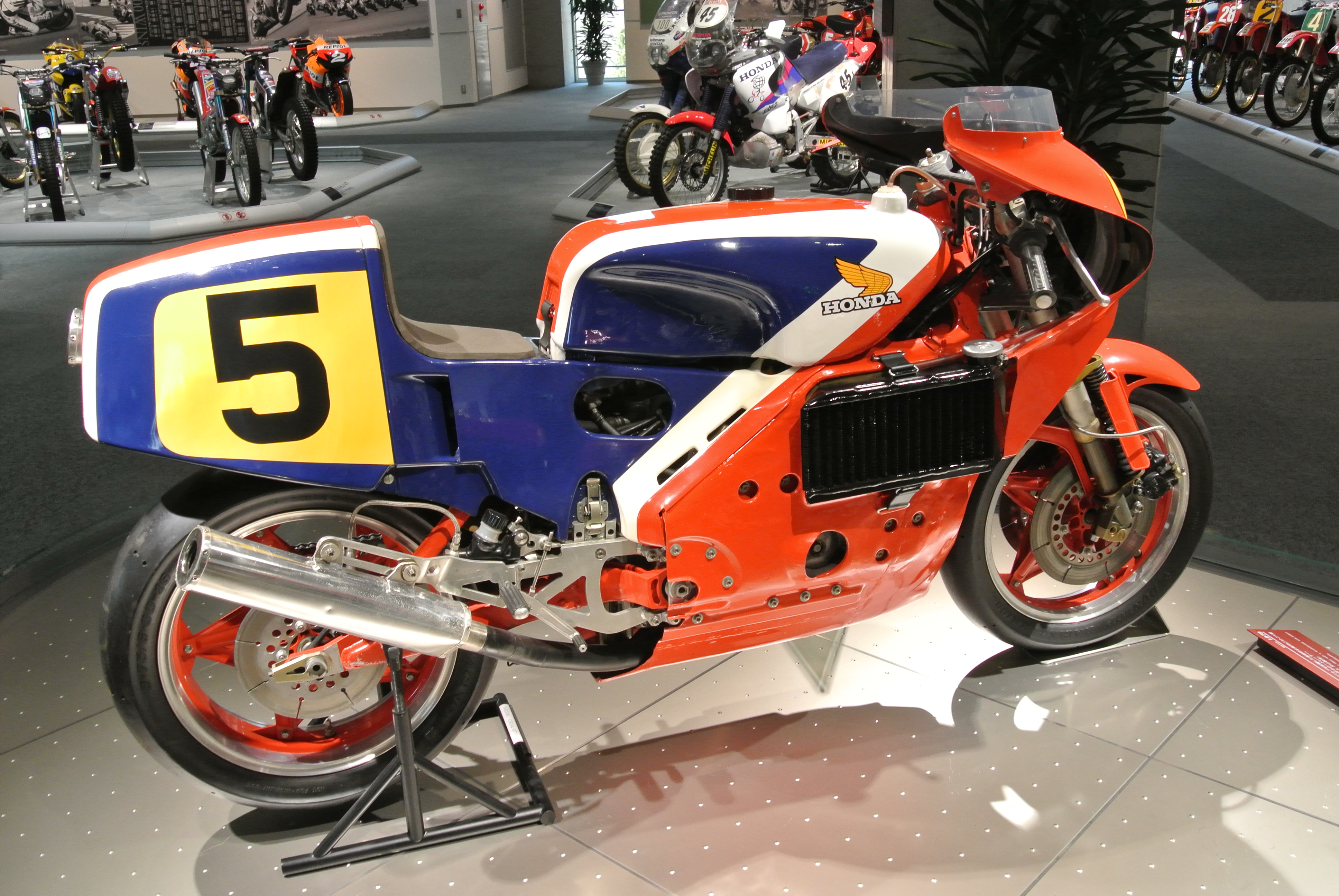
Honda NR 500 (1979)
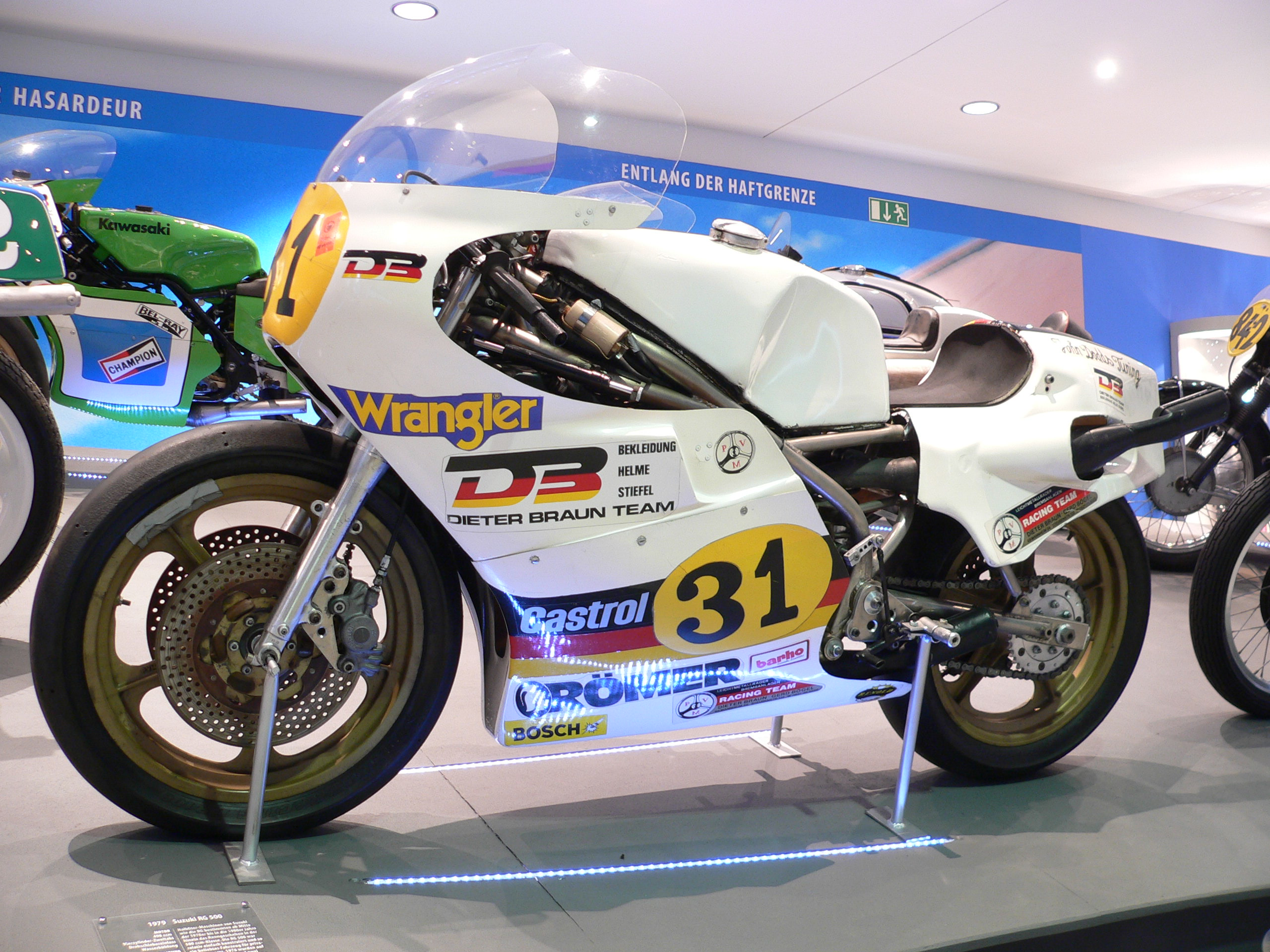
Suzuki RG 500 Gamma (1977)

### 1981–2001

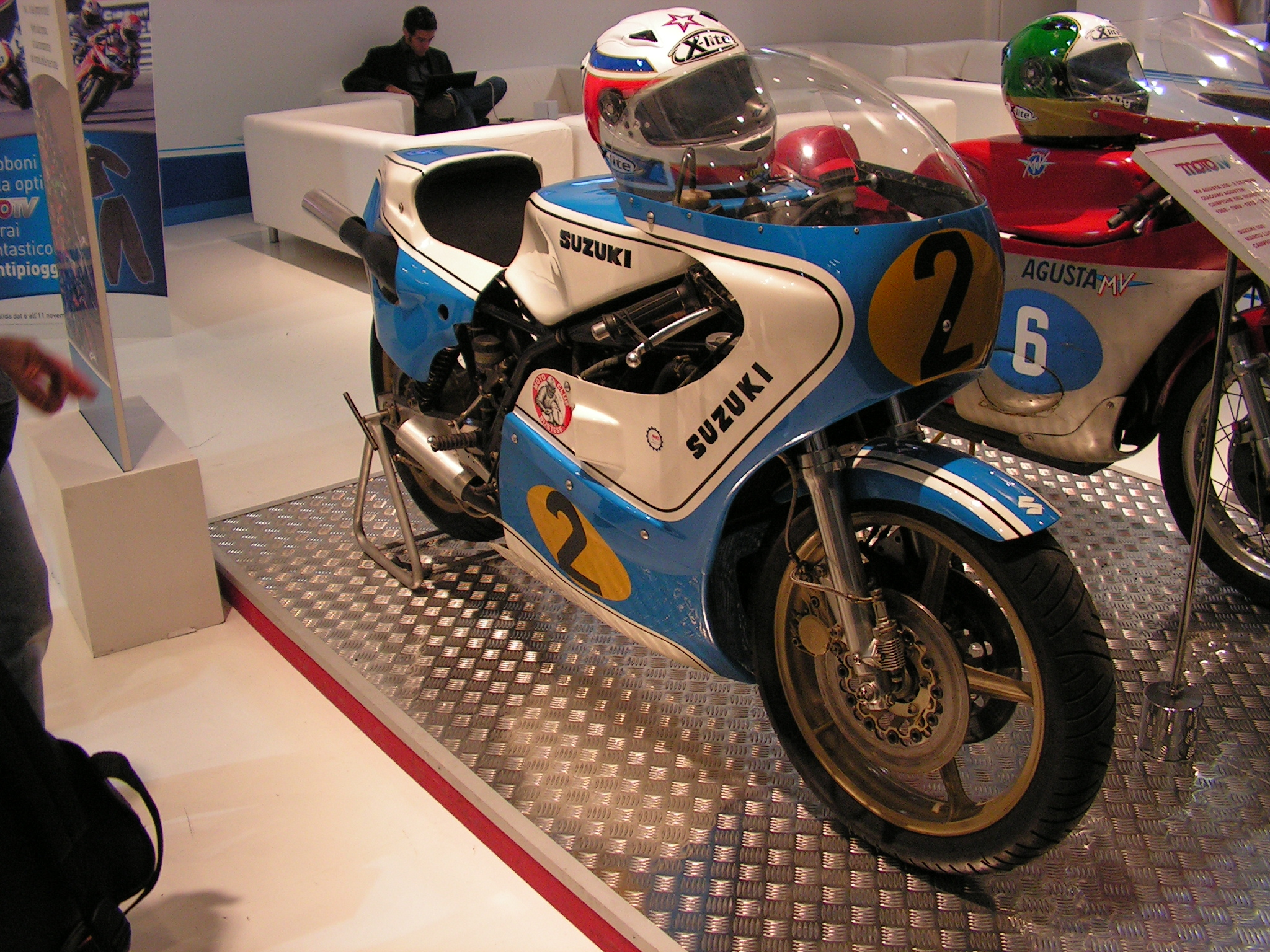
Suzuki RG 500 / XR35 (1981)
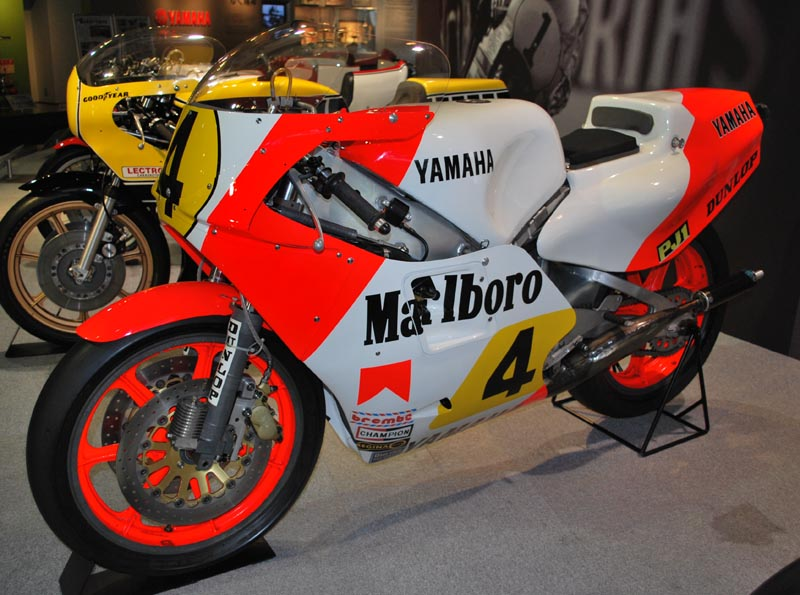
Yamaha YZR500 / OW70 (1983)
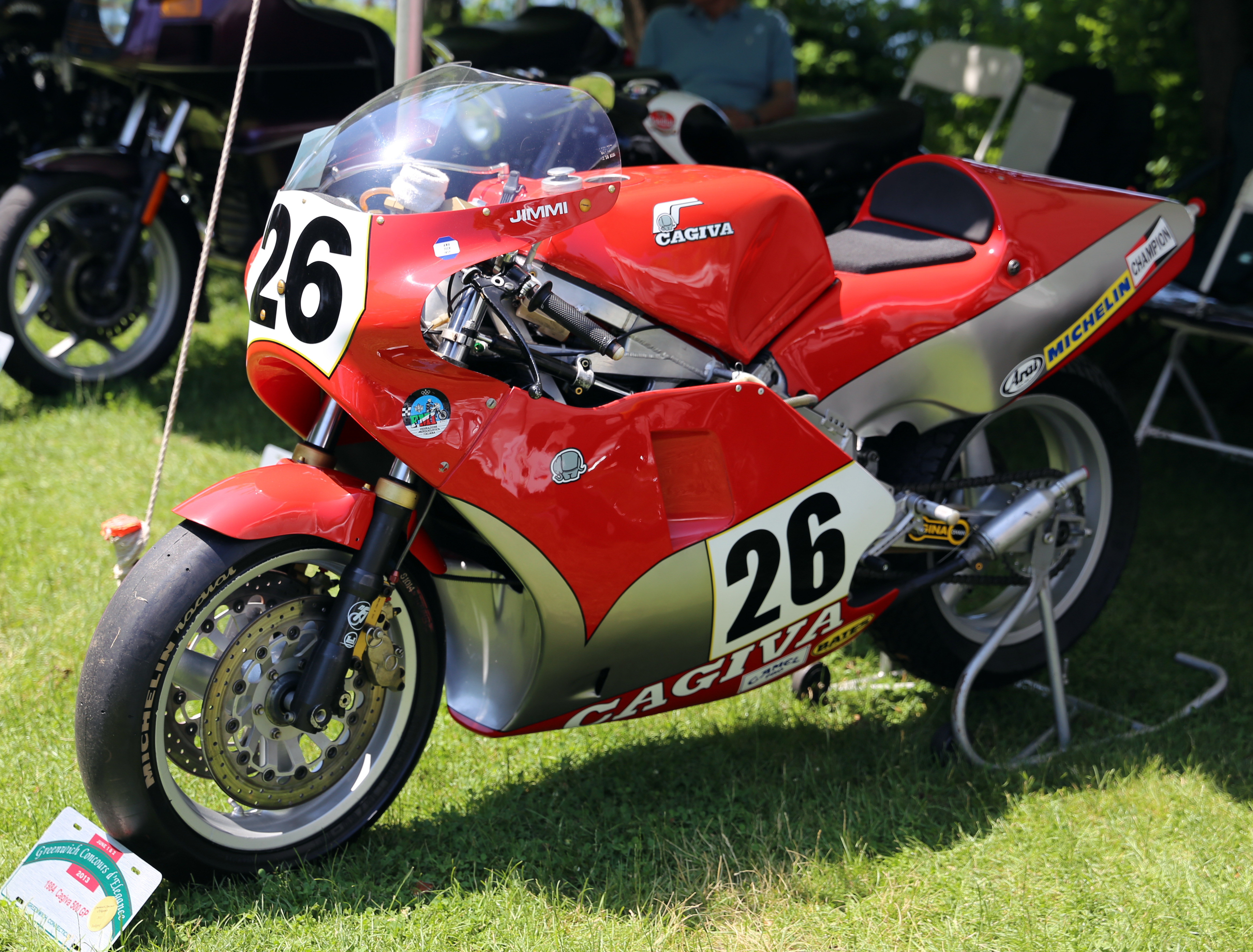
Cagiva 500GP (1984)
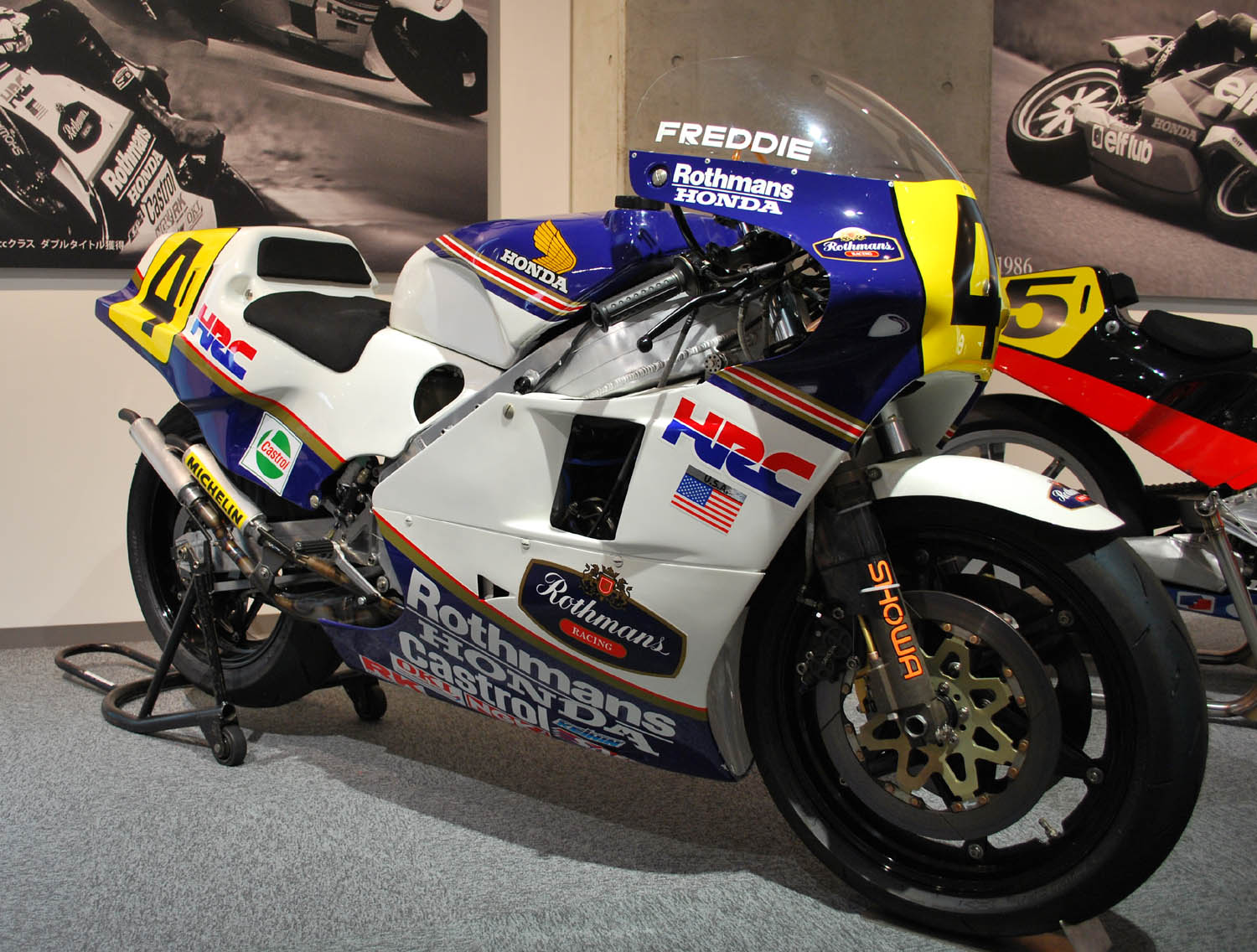
Honda NSR 500 (1985)
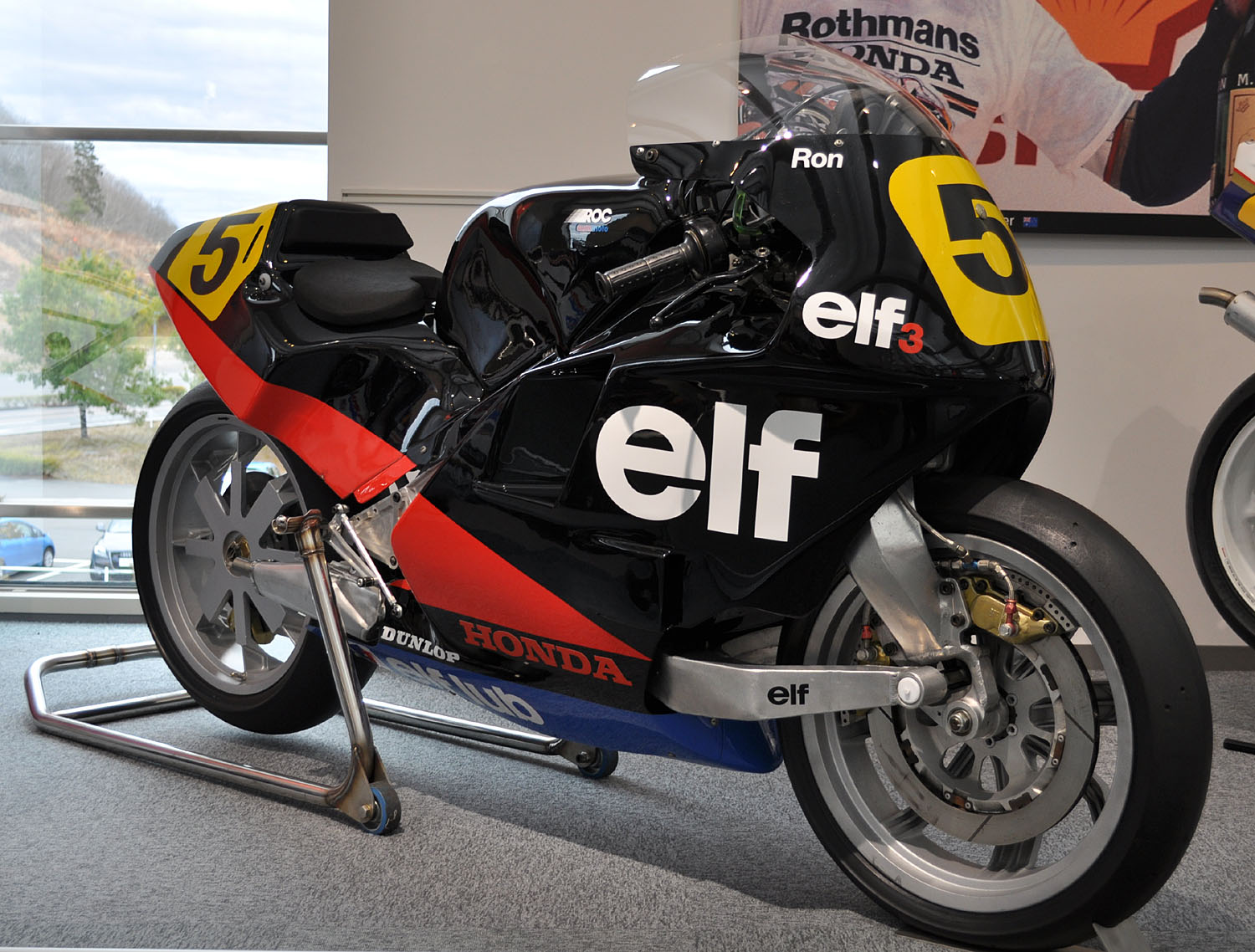
Elf 3 / Honda (1986)
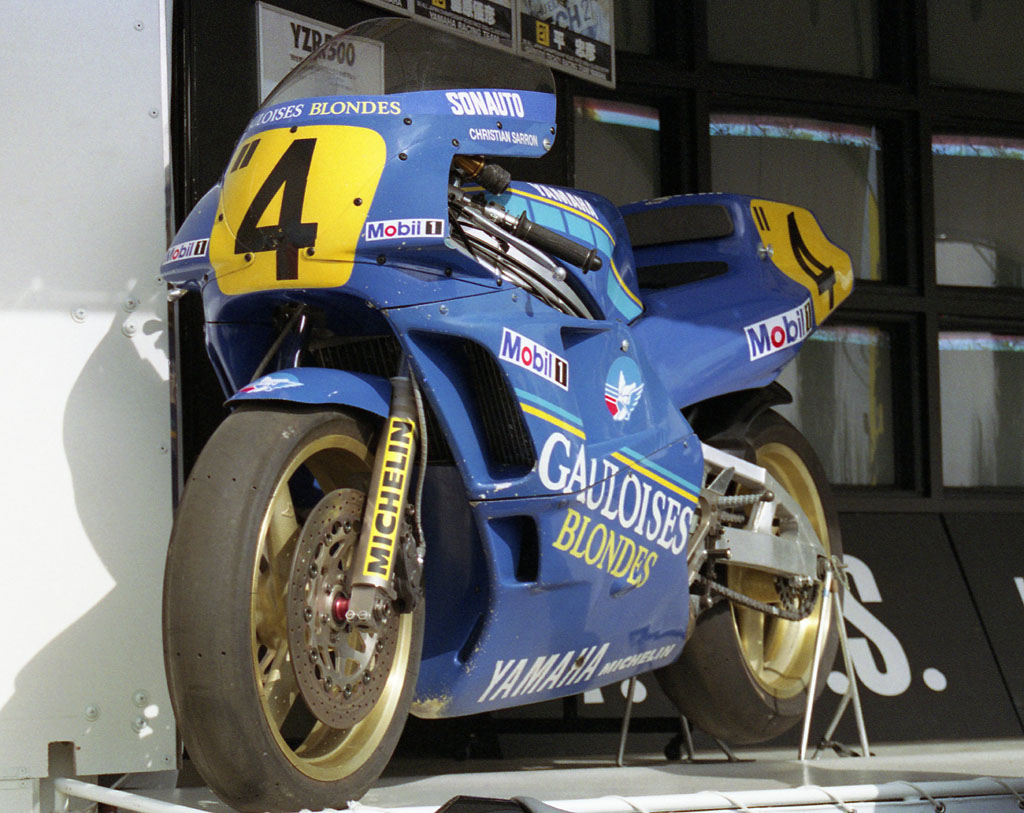
Yamaha YZR 500 (1989)
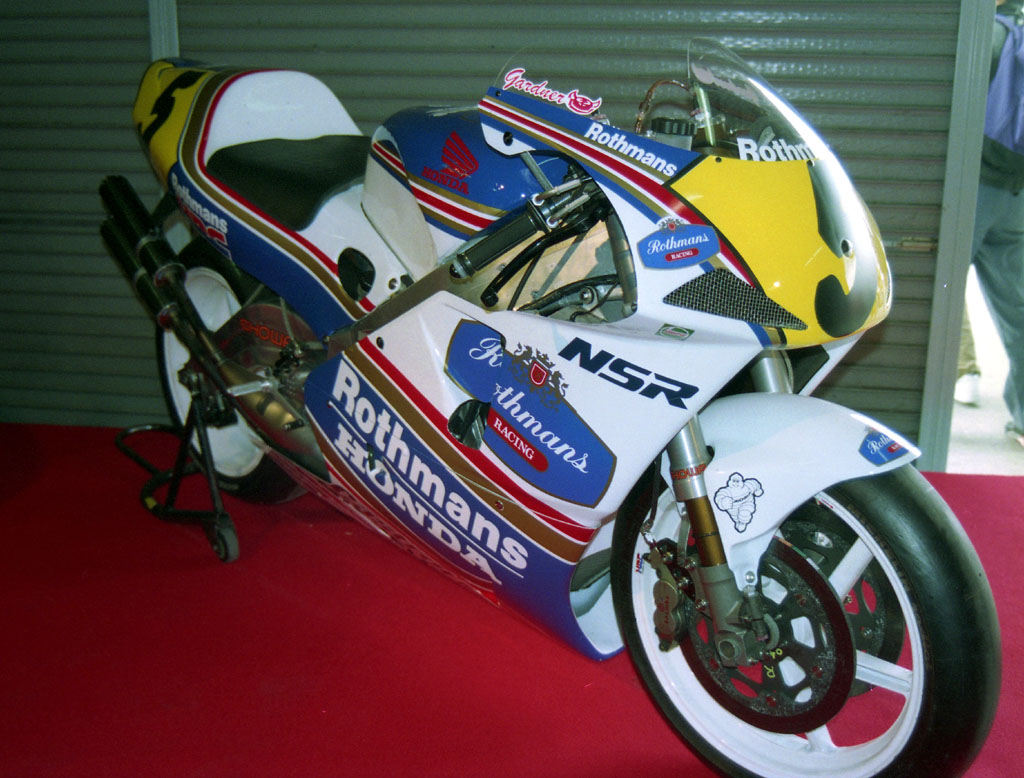
Honda NSR 500 (1992)
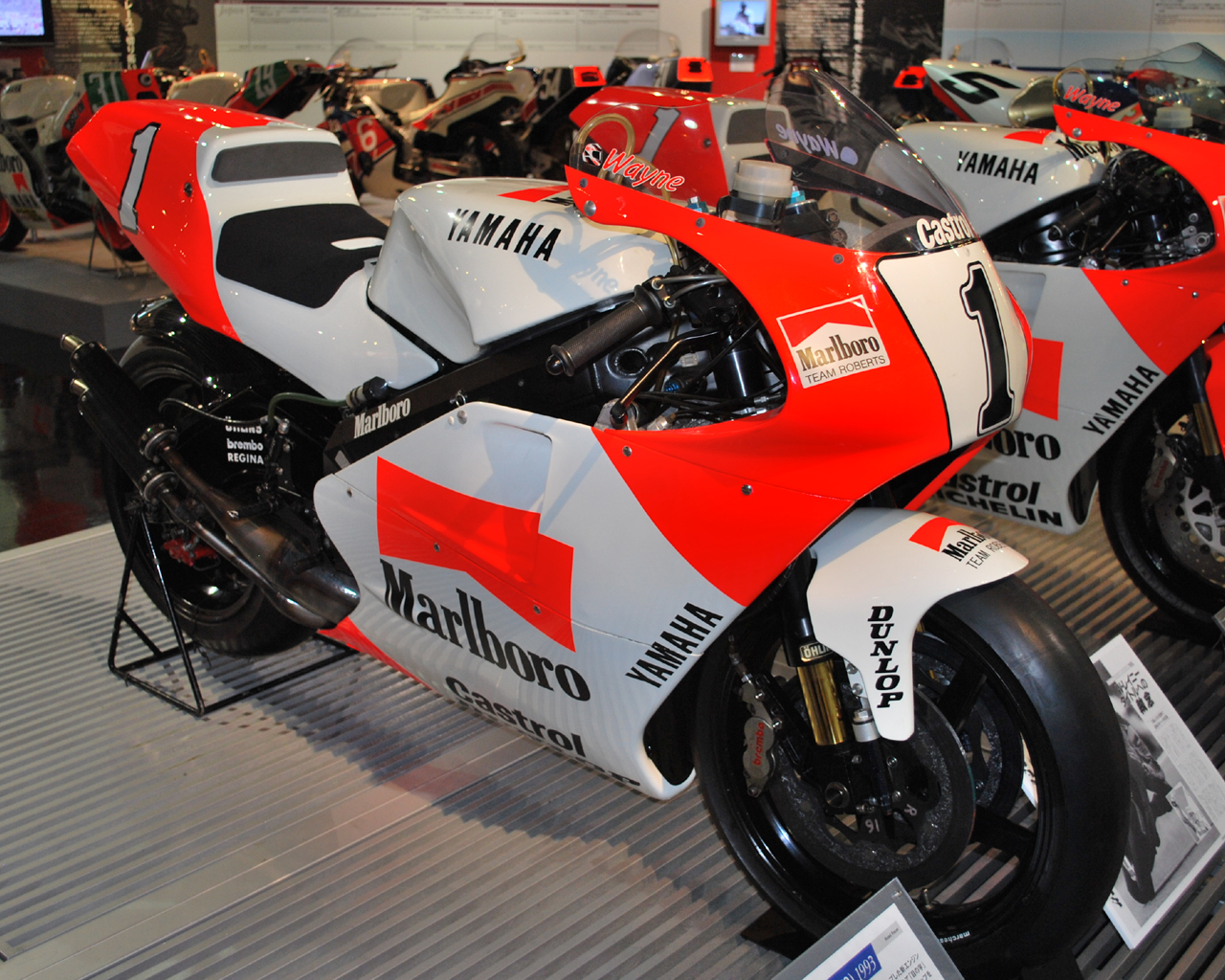
Yamaha YZR 500 (1993)
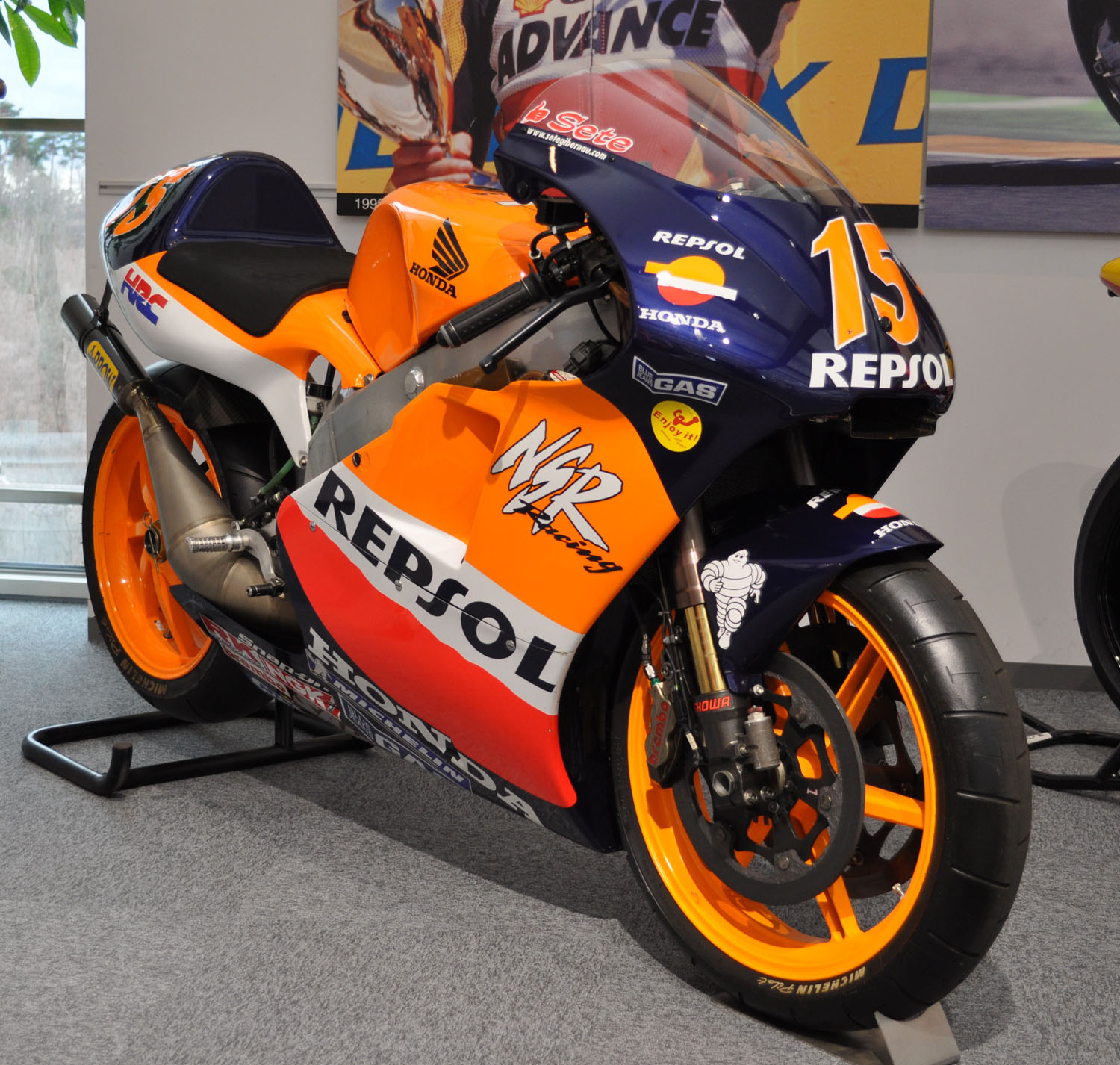
Honda NSR 500V (1999)
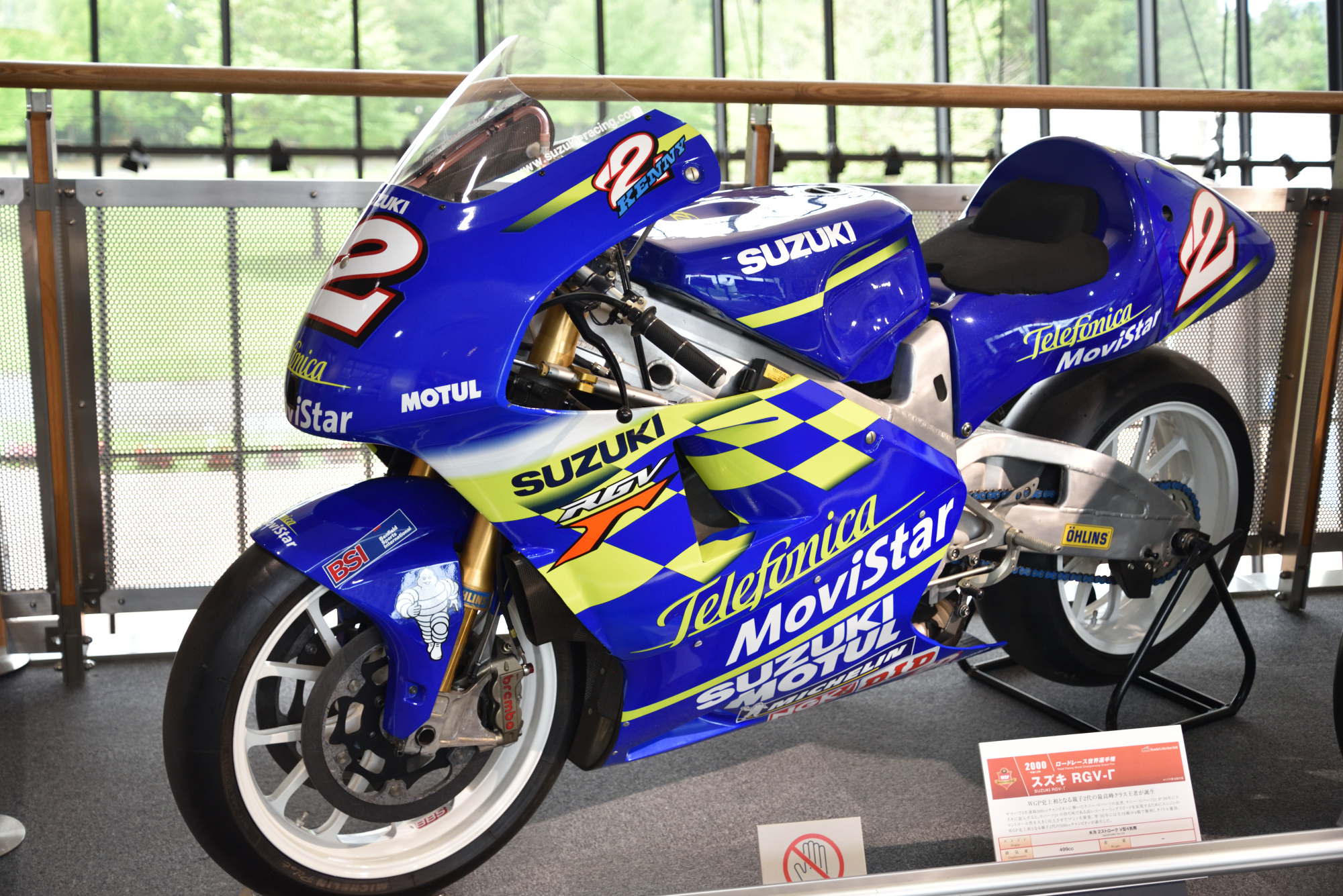
Suzuki RGV Γ 500 (2000)
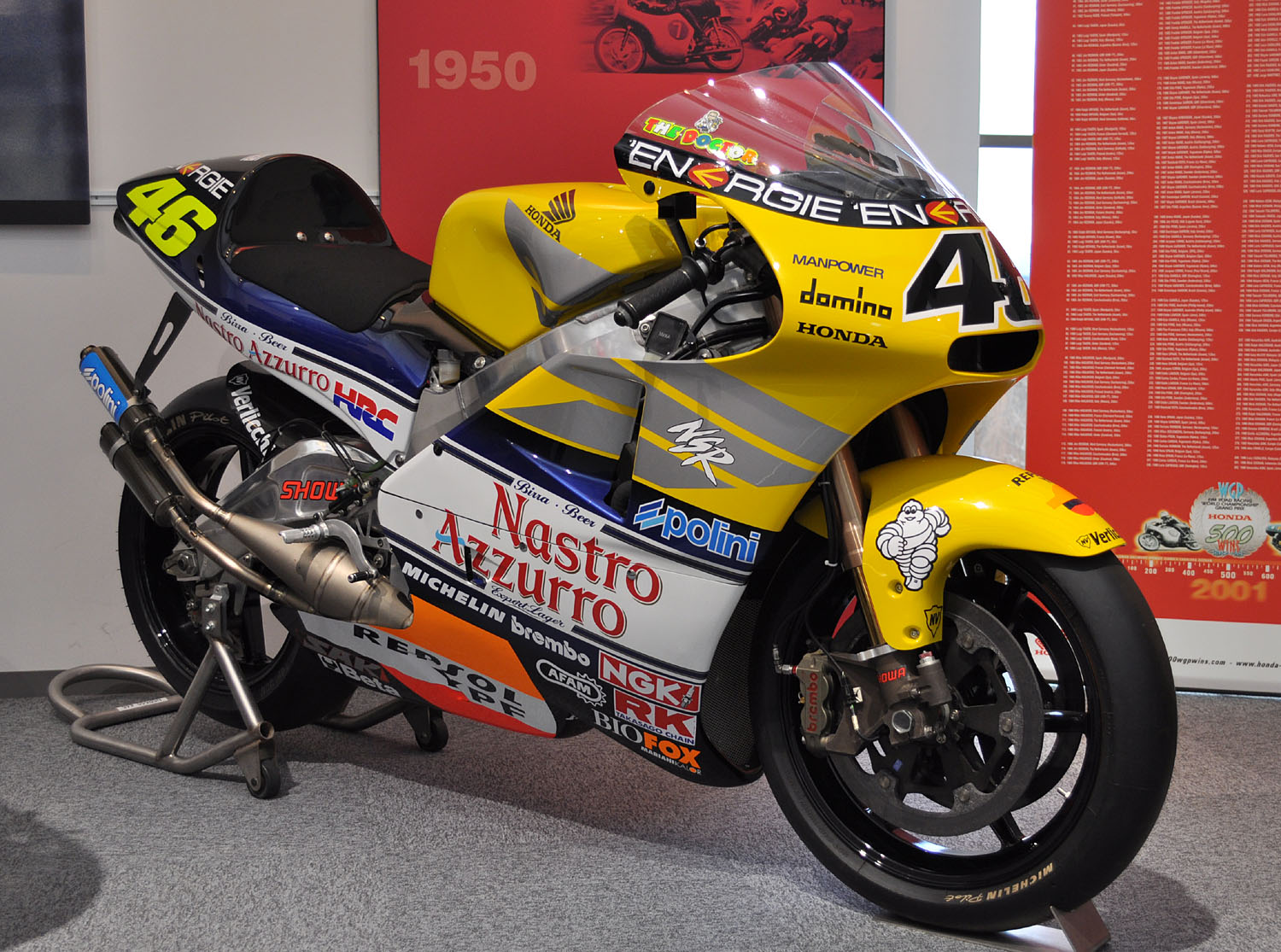
Honda NSR 500 (2001)